# Esfenodonts
Els esfenodonts (Sphenodontia) o rincocèfals (Rhynchocephalia) són un ordre de sauròpsids (rèptils) lepidosaures que inclou només un gènere vivent, el tuatara de Nova Zelanda (Sphenodon). Malgrat la seva escassa diversitat actual, els esfenodonts tenien fa milions d'anys un conjunt de gèneres distribuïts en diverses famílies, i representa un llinatge que es remunta a l'era Mesozoica.
Malgrat tenir aspecte de llangardaix (Lacertilia), no estan directament emparentats amb ells, sinó que formen un grup primitiu que es va separar fa milions d'anys del tronc comú.

## Sistemàtica

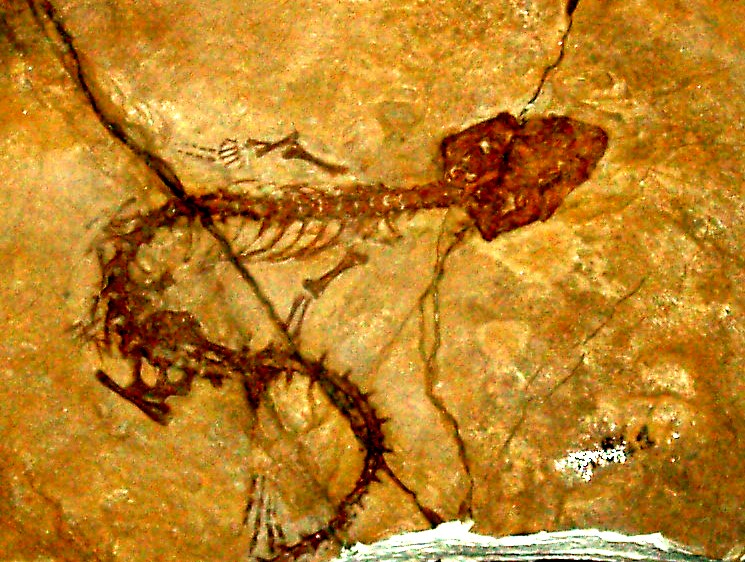
Derasmosaurus pietraroiae

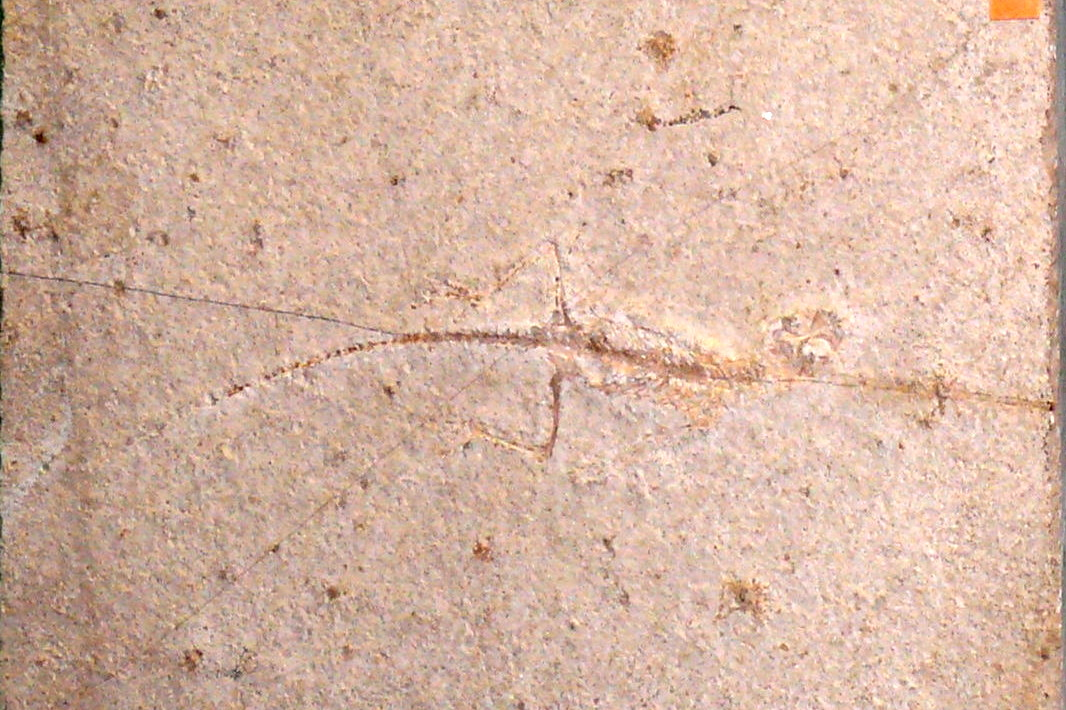
Leptosaurus

Els esfenodonts, que abans era un tàxon que contenia un grup divers de rèptils no relacionats (principalment rincosaures), avui consisteix en tres famílies: la possiblement parafilètica Gephyrosauridae, Pleurosauridae, i Sphenodontidae. Sphenodontidae és la família que conté tots els moderns tuatares, com també un nombre de subfamílies extintes.

## Taxonomia
Classificació segons Wu (1994), Evans et al. (2001), i Apesteguia i Novas (2003)
- Ordre RHYNCHOCEPHALIA / SPHENODONTIA
  - Família Gephyrosauridae †
    - Gephyrosaurus †
    - Diphydontosaurus †

  - Família Pleurosauridae †
    - Palaeopleurosaurus †
    - Pleurosaurus †

  - Família Sphenodontidae
    - Godavarisaurus †
    - Kawasphenodon †
    - Lamarquesaurus †
    - Leptosaurus †
    - Pelecymela †
    - Sigmala †
    - Theretairus †
    - Tingitana †
    - Rebbanosaurus †
    - Planocephalosaurus †
    - Polysphenodon †
    - Brachyrhinodon †
    - Clevosaurus †
    - SubFamília Sphenodontinae
      - Homoeosaurus †
      - Sapheosaurus †
      - Ankylosphenodon †
      - Pamizinsaurus †
      - Zapatadon †
      - Tribu Sphenodontini
        - Cynosphenodon †
        - Sphenodon (tuatara)

      - (sense categoria) Opisthodontia †
        - Opisthias †
        - Tribu Eilenodontini †
          - Toxolophosaurus †
          - Priosphenodon †
          - Eilenodon †

### Filogènia
Cladograma de Sphenodontia segons Wu (1994), Evans et al. (2001), i Apesteguia i Novas (2003).
| unnamed | Palaeopleurosaurus |
|         | Palaeopleurosaurus |
| unnamed | Pleurosaurus       |
|         | Pleurosaurus       |

| unnamed | Polysphenodon  |
|         | Polysphenodon  |
|         | Brachyrhinodon |
|         |                |
|         | Clevosaurus    |
|         |                |

| unnamed | Sapheosaurus    |
|         | Sapheosaurus    |
| unnamed | Ankylosphenodon |
|         | Ankylosphenodon |

| unnamed       | Zapatadon |
|               | Zapatadon |
|               | Theretairus |
|               | |
|               | Sphenovipera |
|               | |
| Sphenodontini | \| unnamed \| Cynosphenodon \| \| \| Cynosphenodon \| \| unnamed \| Sphenodon (Tuatara) \| \| \| Sphenodon (Tuatara) \| |
|               | \| unnamed \| Cynosphenodon \| \| \| Cynosphenodon \| \| unnamed \| Sphenodon (Tuatara) \| \| \| Sphenodon (Tuatara) \| |
| unnamed       | Cynosphenodon |
|               | Cynosphenodon |
| unnamed       | Sphenodon (Tuatara) |
|               | Sphenodon (Tuatara) |

| unnamed | Cynosphenodon       |
|         | Cynosphenodon       |
| unnamed | Sphenodon (Tuatara) |
|         | Sphenodon (Tuatara) |

| unnamed       | Zapatadon |
|               | Zapatadon |
|               | Theretairus |
|               | |
|               | Sphenovipera |
|               | |
| Sphenodontini | \| unnamed \| Cynosphenodon \| \| \| Cynosphenodon \| \| unnamed \| Sphenodon (Tuatara) \| \| \| Sphenodon (Tuatara) \| |
|               | \| unnamed \| Cynosphenodon \| \| \| Cynosphenodon \| \| unnamed \| Sphenodon (Tuatara) \| \| \| Sphenodon (Tuatara) \| |
| unnamed       | Cynosphenodon |
|               | Cynosphenodon |
| unnamed       | Sphenodon (Tuatara) |
|               | Sphenodon (Tuatara) |

| unnamed | Cynosphenodon       |
|         | Cynosphenodon       |
| unnamed | Sphenodon (Tuatara) |
|         | Sphenodon (Tuatara) |

| unnamed       | Zapatadon |
|               | Zapatadon |
|               | Theretairus |
|               | |
|               | Sphenovipera |
|               | |
| Sphenodontini | \| unnamed \| Cynosphenodon \| \| \| Cynosphenodon \| \| unnamed \| Sphenodon (Tuatara) \| \| \| Sphenodon (Tuatara) \| |
|               | \| unnamed \| Cynosphenodon \| \| \| Cynosphenodon \| \| unnamed \| Sphenodon (Tuatara) \| \| \| Sphenodon (Tuatara) \| |
| unnamed       | Cynosphenodon |
|               | Cynosphenodon |
| unnamed       | Sphenodon (Tuatara) |
|               | Sphenodon (Tuatara) |

| unnamed | Cynosphenodon       |
|         | Cynosphenodon       |
| unnamed | Sphenodon (Tuatara) |
|         | Sphenodon (Tuatara) |

| unnamed       | Zapatadon |
|               | Zapatadon |
|               | Theretairus |
|               | |
|               | Sphenovipera |
|               | |
| Sphenodontini | \| unnamed \| Cynosphenodon \| \| \| Cynosphenodon \| \| unnamed \| Sphenodon (Tuatara) \| \| \| Sphenodon (Tuatara) \| |
|               | \| unnamed \| Cynosphenodon \| \| \| Cynosphenodon \| \| unnamed \| Sphenodon (Tuatara) \| \| \| Sphenodon (Tuatara) \| |
| unnamed       | Cynosphenodon |
|               | Cynosphenodon |
| unnamed       | Sphenodon (Tuatara) |
|               | Sphenodon (Tuatara) |

| unnamed | Cynosphenodon       |
|         | Cynosphenodon       |
| unnamed | Sphenodon (Tuatara) |
|         | Sphenodon (Tuatara) |

| unnamed | Toxolophosaurus                                                                                     |
|         | Toxolophosaurus                                                                                     |
| unnamed | \| unnamed \| Priosphenodon \| \| \| Priosphenodon \| \| unnamed \| Eilenodon \| \| \| Eilenodon \| |
|         | \| unnamed \| Priosphenodon \| \| \| Priosphenodon \| \| unnamed \| Eilenodon \| \| \| Eilenodon \| |
| unnamed | Priosphenodon                                                                                       |
|         | Priosphenodon                                                                                       |
| unnamed | Eilenodon                                                                                           |
|         | Eilenodon                                                                                           |

| unnamed | Priosphenodon |
|         | Priosphenodon |
| unnamed | Eilenodon     |
|         | Eilenodon     |

| unnamed | Toxolophosaurus                                                                                     |
|         | Toxolophosaurus                                                                                     |
| unnamed | \| unnamed \| Priosphenodon \| \| \| Priosphenodon \| \| unnamed \| Eilenodon \| \| \| Eilenodon \| |
|         | \| unnamed \| Priosphenodon \| \| \| Priosphenodon \| \| unnamed \| Eilenodon \| \| \| Eilenodon \| |
| unnamed | Priosphenodon                                                                                       |
|         | Priosphenodon                                                                                       |
| unnamed | Eilenodon                                                                                           |
|         | Eilenodon                                                                                           |

| unnamed | Priosphenodon |
|         | Priosphenodon |
| unnamed | Eilenodon     |
|         | Eilenodon     |

| unnamed | Sapheosaurus    |
|         | Sapheosaurus    |
| unnamed | Ankylosphenodon |
|         | Ankylosphenodon |

| unnamed       | Zapatadon |
|               | Zapatadon |
|               | Theretairus |
|               | |
|               | Sphenovipera |
|               | |
| Sphenodontini | \| unnamed \| Cynosphenodon \| \| \| Cynosphenodon \| \| unnamed \| Sphenodon (Tuatara) \| \| \| Sphenodon (Tuatara) \| |
|               | \| unnamed \| Cynosphenodon \| \| \| Cynosphenodon \| \| unnamed \| Sphenodon (Tuatara) \| \| \| Sphenodon (Tuatara) \| |
| unnamed       | Cynosphenodon |
|               | Cynosphenodon |
| unnamed       | Sphenodon (Tuatara) |
|               | Sphenodon (Tuatara) |

| unnamed | Cynosphenodon       |
|         | Cynosphenodon       |
| unnamed | Sphenodon (Tuatara) |
|         | Sphenodon (Tuatara) |

| unnamed       | Zapatadon |
|               | Zapatadon |
|               | Theretairus |
|               | |
|               | Sphenovipera |
|               | |
| Sphenodontini | \| unnamed \| Cynosphenodon \| \| \| Cynosphenodon \| \| unnamed \| Sphenodon (Tuatara) \| \| \| Sphenodon (Tuatara) \| |
|               | \| unnamed \| Cynosphenodon \| \| \| Cynosphenodon \| \| unnamed \| Sphenodon (Tuatara) \| \| \| Sphenodon (Tuatara) \| |
| unnamed       | Cynosphenodon |
|               | Cynosphenodon |
| unnamed       | Sphenodon (Tuatara) |
|               | Sphenodon (Tuatara) |

| unnamed | Cynosphenodon       |
|         | Cynosphenodon       |
| unnamed | Sphenodon (Tuatara) |
|         | Sphenodon (Tuatara) |

| unnamed       | Zapatadon |
|               | Zapatadon |
|               | Theretairus |
|               | |
|               | Sphenovipera |
|               | |
| Sphenodontini | \| unnamed \| Cynosphenodon \| \| \| Cynosphenodon \| \| unnamed \| Sphenodon (Tuatara) \| \| \| Sphenodon (Tuatara) \| |
|               | \| unnamed \| Cynosphenodon \| \| \| Cynosphenodon \| \| unnamed \| Sphenodon (Tuatara) \| \| \| Sphenodon (Tuatara) \| |
| unnamed       | Cynosphenodon |
|               | Cynosphenodon |
| unnamed       | Sphenodon (Tuatara) |
|               | Sphenodon (Tuatara) |

| unnamed | Cynosphenodon       |
|         | Cynosphenodon       |
| unnamed | Sphenodon (Tuatara) |
|         | Sphenodon (Tuatara) |

| unnamed       | Zapatadon |
|               | Zapatadon |
|               | Theretairus |
|               | |
|               | Sphenovipera |
|               | |
| Sphenodontini | \| unnamed \| Cynosphenodon \| \| \| Cynosphenodon \| \| unnamed \| Sphenodon (Tuatara) \| \| \| Sphenodon (Tuatara) \| |
|               | \| unnamed \| Cynosphenodon \| \| \| Cynosphenodon \| \| unnamed \| Sphenodon (Tuatara) \| \| \| Sphenodon (Tuatara) \| |
| unnamed       | Cynosphenodon |
|               | Cynosphenodon |
| unnamed       | Sphenodon (Tuatara) |
|               | Sphenodon (Tuatara) |

| unnamed | Cynosphenodon       |
|         | Cynosphenodon       |
| unnamed | Sphenodon (Tuatara) |
|         | Sphenodon (Tuatara) |

| unnamed | Toxolophosaurus                                                                                     |
|         | Toxolophosaurus                                                                                     |
| unnamed | \| unnamed \| Priosphenodon \| \| \| Priosphenodon \| \| unnamed \| Eilenodon \| \| \| Eilenodon \| |
|         | \| unnamed \| Priosphenodon \| \| \| Priosphenodon \| \| unnamed \| Eilenodon \| \| \| Eilenodon \| |
| unnamed | Priosphenodon                                                                                       |
|         | Priosphenodon                                                                                       |
| unnamed | Eilenodon                                                                                           |
|         | Eilenodon                                                                                           |

| unnamed | Priosphenodon |
|         | Priosphenodon |
| unnamed | Eilenodon     |
|         | Eilenodon     |

| unnamed | Toxolophosaurus                                                                                     |
|         | Toxolophosaurus                                                                                     |
| unnamed | \| unnamed \| Priosphenodon \| \| \| Priosphenodon \| \| unnamed \| Eilenodon \| \| \| Eilenodon \| |
|         | \| unnamed \| Priosphenodon \| \| \| Priosphenodon \| \| unnamed \| Eilenodon \| \| \| Eilenodon \| |
| unnamed | Priosphenodon                                                                                       |
|         | Priosphenodon                                                                                       |
| unnamed | Eilenodon                                                                                           |
|         | Eilenodon                                                                                           |

| unnamed | Priosphenodon |
|         | Priosphenodon |
| unnamed | Eilenodon     |
|         | Eilenodon     |

| unnamed | Polysphenodon  |
|         | Polysphenodon  |
|         | Brachyrhinodon |
|         |                |
|         | Clevosaurus    |
|         |                |

| unnamed | Sapheosaurus    |
|         | Sapheosaurus    |
| unnamed | Ankylosphenodon |
|         | Ankylosphenodon |

| unnamed       | Zapatadon |
|               | Zapatadon |
|               | Theretairus |
|               | |
|               | Sphenovipera |
|               | |
| Sphenodontini | \| unnamed \| Cynosphenodon \| \| \| Cynosphenodon \| \| unnamed \| Sphenodon (Tuatara) \| \| \| Sphenodon (Tuatara) \| |
|               | \| unnamed \| Cynosphenodon \| \| \| Cynosphenodon \| \| unnamed \| Sphenodon (Tuatara) \| \| \| Sphenodon (Tuatara) \| |
| unnamed       | Cynosphenodon |
|               | Cynosphenodon |
| unnamed       | Sphenodon (Tuatara) |
|               | Sphenodon (Tuatara) |

| unnamed | Cynosphenodon       |
|         | Cynosphenodon       |
| unnamed | Sphenodon (Tuatara) |
|         | Sphenodon (Tuatara) |

| unnamed       | Zapatadon |
|               | Zapatadon |
|               | Theretairus |
|               | |
|               | Sphenovipera |
|               | |
| Sphenodontini | \| unnamed \| Cynosphenodon \| \| \| Cynosphenodon \| \| unnamed \| Sphenodon (Tuatara) \| \| \| Sphenodon (Tuatara) \| |
|               | \| unnamed \| Cynosphenodon \| \| \| Cynosphenodon \| \| unnamed \| Sphenodon (Tuatara) \| \| \| Sphenodon (Tuatara) \| |
| unnamed       | Cynosphenodon |
|               | Cynosphenodon |
| unnamed       | Sphenodon (Tuatara) |
|               | Sphenodon (Tuatara) |

| unnamed | Cynosphenodon       |
|         | Cynosphenodon       |
| unnamed | Sphenodon (Tuatara) |
|         | Sphenodon (Tuatara) |

| unnamed       | Zapatadon |
|               | Zapatadon |
|               | Theretairus |
|               | |
|               | Sphenovipera |
|               | |
| Sphenodontini | \| unnamed \| Cynosphenodon \| \| \| Cynosphenodon \| \| unnamed \| Sphenodon (Tuatara) \| \| \| Sphenodon (Tuatara) \| |
|               | \| unnamed \| Cynosphenodon \| \| \| Cynosphenodon \| \| unnamed \| Sphenodon (Tuatara) \| \| \| Sphenodon (Tuatara) \| |
| unnamed       | Cynosphenodon |
|               | Cynosphenodon |
| unnamed       | Sphenodon (Tuatara) |
|               | Sphenodon (Tuatara) |

| unnamed | Cynosphenodon       |
|         | Cynosphenodon       |
| unnamed | Sphenodon (Tuatara) |
|         | Sphenodon (Tuatara) |

| unnamed       | Zapatadon |
|               | Zapatadon |
|               | Theretairus |
|               | |
|               | Sphenovipera |
|               | |
| Sphenodontini | \| unnamed \| Cynosphenodon \| \| \| Cynosphenodon \| \| unnamed \| Sphenodon (Tuatara) \| \| \| Sphenodon (Tuatara) \| |
|               | \| unnamed \| Cynosphenodon \| \| \| Cynosphenodon \| \| unnamed \| Sphenodon (Tuatara) \| \| \| Sphenodon (Tuatara) \| |
| unnamed       | Cynosphenodon |
|               | Cynosphenodon |
| unnamed       | Sphenodon (Tuatara) |
|               | Sphenodon (Tuatara) |

| unnamed | Cynosphenodon       |
|         | Cynosphenodon       |
| unnamed | Sphenodon (Tuatara) |
|         | Sphenodon (Tuatara) |

| unnamed | Toxolophosaurus                                                                                     |
|         | Toxolophosaurus                                                                                     |
| unnamed | \| unnamed \| Priosphenodon \| \| \| Priosphenodon \| \| unnamed \| Eilenodon \| \| \| Eilenodon \| |
|         | \| unnamed \| Priosphenodon \| \| \| Priosphenodon \| \| unnamed \| Eilenodon \| \| \| Eilenodon \| |
| unnamed | Priosphenodon                                                                                       |
|         | Priosphenodon                                                                                       |
| unnamed | Eilenodon                                                                                           |
|         | Eilenodon                                                                                           |

| unnamed | Priosphenodon |
|         | Priosphenodon |
| unnamed | Eilenodon     |
|         | Eilenodon     |

| unnamed | Toxolophosaurus                                                                                     |
|         | Toxolophosaurus                                                                                     |
| unnamed | \| unnamed \| Priosphenodon \| \| \| Priosphenodon \| \| unnamed \| Eilenodon \| \| \| Eilenodon \| |
|         | \| unnamed \| Priosphenodon \| \| \| Priosphenodon \| \| unnamed \| Eilenodon \| \| \| Eilenodon \| |
| unnamed | Priosphenodon                                                                                       |
|         | Priosphenodon                                                                                       |
| unnamed | Eilenodon                                                                                           |
|         | Eilenodon                                                                                           |

| unnamed | Priosphenodon |
|         | Priosphenodon |
| unnamed | Eilenodon     |
|         | Eilenodon     |

| unnamed | Sapheosaurus    |
|         | Sapheosaurus    |
| unnamed | Ankylosphenodon |
|         | Ankylosphenodon |

| unnamed       | Zapatadon |
|               | Zapatadon |
|               | Theretairus |
|               | |
|               | Sphenovipera |
|               | |
| Sphenodontini | \| unnamed \| Cynosphenodon \| \| \| Cynosphenodon \| \| unnamed \| Sphenodon (Tuatara) \| \| \| Sphenodon (Tuatara) \| |
|               | \| unnamed \| Cynosphenodon \| \| \| Cynosphenodon \| \| unnamed \| Sphenodon (Tuatara) \| \| \| Sphenodon (Tuatara) \| |
| unnamed       | Cynosphenodon |
|               | Cynosphenodon |
| unnamed       | Sphenodon (Tuatara) |
|               | Sphenodon (Tuatara) |

| unnamed | Cynosphenodon       |
|         | Cynosphenodon       |
| unnamed | Sphenodon (Tuatara) |
|         | Sphenodon (Tuatara) |

| unnamed       | Zapatadon |
|               | Zapatadon |
|               | Theretairus |
|               | |
|               | Sphenovipera |
|               | |
| Sphenodontini | \| unnamed \| Cynosphenodon \| \| \| Cynosphenodon \| \| unnamed \| Sphenodon (Tuatara) \| \| \| Sphenodon (Tuatara) \| |
|               | \| unnamed \| Cynosphenodon \| \| \| Cynosphenodon \| \| unnamed \| Sphenodon (Tuatara) \| \| \| Sphenodon (Tuatara) \| |
| unnamed       | Cynosphenodon |
|               | Cynosphenodon |
| unnamed       | Sphenodon (Tuatara) |
|               | Sphenodon (Tuatara) |

| unnamed | Cynosphenodon       |
|         | Cynosphenodon       |
| unnamed | Sphenodon (Tuatara) |
|         | Sphenodon (Tuatara) |

| unnamed       | Zapatadon |
|               | Zapatadon |
|               | Theretairus |
|               | |
|               | Sphenovipera |
|               | |
| Sphenodontini | \| unnamed \| Cynosphenodon \| \| \| Cynosphenodon \| \| unnamed \| Sphenodon (Tuatara) \| \| \| Sphenodon (Tuatara) \| |
|               | \| unnamed \| Cynosphenodon \| \| \| Cynosphenodon \| \| unnamed \| Sphenodon (Tuatara) \| \| \| Sphenodon (Tuatara) \| |
| unnamed       | Cynosphenodon |
|               | Cynosphenodon |
| unnamed       | Sphenodon (Tuatara) |
|               | Sphenodon (Tuatara) |

| unnamed | Cynosphenodon       |
|         | Cynosphenodon       |
| unnamed | Sphenodon (Tuatara) |
|         | Sphenodon (Tuatara) |

| unnamed       | Zapatadon |
|               | Zapatadon |
|               | Theretairus |
|               | |
|               | Sphenovipera |
|               | |
| Sphenodontini | \| unnamed \| Cynosphenodon \| \| \| Cynosphenodon \| \| unnamed \| Sphenodon (Tuatara) \| \| \| Sphenodon (Tuatara) \| |
|               | \| unnamed \| Cynosphenodon \| \| \| Cynosphenodon \| \| unnamed \| Sphenodon (Tuatara) \| \| \| Sphenodon (Tuatara) \| |
| unnamed       | Cynosphenodon |
|               | Cynosphenodon |
| unnamed       | Sphenodon (Tuatara) |
|               | Sphenodon (Tuatara) |

| unnamed | Cynosphenodon       |
|         | Cynosphenodon       |
| unnamed | Sphenodon (Tuatara) |
|         | Sphenodon (Tuatara) |

| unnamed | Toxolophosaurus                                                                                     |
|         | Toxolophosaurus                                                                                     |
| unnamed | \| unnamed \| Priosphenodon \| \| \| Priosphenodon \| \| unnamed \| Eilenodon \| \| \| Eilenodon \| |
|         | \| unnamed \| Priosphenodon \| \| \| Priosphenodon \| \| unnamed \| Eilenodon \| \| \| Eilenodon \| |
| unnamed | Priosphenodon                                                                                       |
|         | Priosphenodon                                                                                       |
| unnamed | Eilenodon                                                                                           |
|         | Eilenodon                                                                                           |

| unnamed | Priosphenodon |
|         | Priosphenodon |
| unnamed | Eilenodon     |
|         | Eilenodon     |

| unnamed | Toxolophosaurus                                                                                     |
|         | Toxolophosaurus                                                                                     |
| unnamed | \| unnamed \| Priosphenodon \| \| \| Priosphenodon \| \| unnamed \| Eilenodon \| \| \| Eilenodon \| |
|         | \| unnamed \| Priosphenodon \| \| \| Priosphenodon \| \| unnamed \| Eilenodon \| \| \| Eilenodon \| |
| unnamed | Priosphenodon                                                                                       |
|         | Priosphenodon                                                                                       |
| unnamed | Eilenodon                                                                                           |
|         | Eilenodon                                                                                           |

| unnamed | Priosphenodon |
|         | Priosphenodon |
| unnamed | Eilenodon     |
|         | Eilenodon     |

| unnamed | Palaeopleurosaurus |
|         | Palaeopleurosaurus |
| unnamed | Pleurosaurus       |
|         | Pleurosaurus       |

| unnamed | Polysphenodon  |
|         | Polysphenodon  |
|         | Brachyrhinodon |
|         |                |
|         | Clevosaurus    |
|         |                |

| unnamed | Sapheosaurus    |
|         | Sapheosaurus    |
| unnamed | Ankylosphenodon |
|         | Ankylosphenodon |

| unnamed       | Zapatadon |
|               | Zapatadon |
|               | Theretairus |
|               | |
|               | Sphenovipera |
|               | |
| Sphenodontini | \| unnamed \| Cynosphenodon \| \| \| Cynosphenodon \| \| unnamed \| Sphenodon (Tuatara) \| \| \| Sphenodon (Tuatara) \| |
|               | \| unnamed \| Cynosphenodon \| \| \| Cynosphenodon \| \| unnamed \| Sphenodon (Tuatara) \| \| \| Sphenodon (Tuatara) \| |
| unnamed       | Cynosphenodon |
|               | Cynosphenodon |
| unnamed       | Sphenodon (Tuatara) |
|               | Sphenodon (Tuatara) |

| unnamed | Cynosphenodon       |
|         | Cynosphenodon       |
| unnamed | Sphenodon (Tuatara) |
|         | Sphenodon (Tuatara) |

| unnamed       | Zapatadon |
|               | Zapatadon |
|               | Theretairus |
|               | |
|               | Sphenovipera |
|               | |
| Sphenodontini | \| unnamed \| Cynosphenodon \| \| \| Cynosphenodon \| \| unnamed \| Sphenodon (Tuatara) \| \| \| Sphenodon (Tuatara) \| |
|               | \| unnamed \| Cynosphenodon \| \| \| Cynosphenodon \| \| unnamed \| Sphenodon (Tuatara) \| \| \| Sphenodon (Tuatara) \| |
| unnamed       | Cynosphenodon |
|               | Cynosphenodon |
| unnamed       | Sphenodon (Tuatara) |
|               | Sphenodon (Tuatara) |

| unnamed | Cynosphenodon       |
|         | Cynosphenodon       |
| unnamed | Sphenodon (Tuatara) |
|         | Sphenodon (Tuatara) |

| unnamed       | Zapatadon |
|               | Zapatadon |
|               | Theretairus |
|               | |
|               | Sphenovipera |
|               | |
| Sphenodontini | \| unnamed \| Cynosphenodon \| \| \| Cynosphenodon \| \| unnamed \| Sphenodon (Tuatara) \| \| \| Sphenodon (Tuatara) \| |
|               | \| unnamed \| Cynosphenodon \| \| \| Cynosphenodon \| \| unnamed \| Sphenodon (Tuatara) \| \| \| Sphenodon (Tuatara) \| |
| unnamed       | Cynosphenodon |
|               | Cynosphenodon |
| unnamed       | Sphenodon (Tuatara) |
|               | Sphenodon (Tuatara) |

| unnamed | Cynosphenodon       |
|         | Cynosphenodon       |
| unnamed | Sphenodon (Tuatara) |
|         | Sphenodon (Tuatara) |

| unnamed       | Zapatadon |
|               | Zapatadon |
|               | Theretairus |
|               | |
|               | Sphenovipera |
|               | |
| Sphenodontini | \| unnamed \| Cynosphenodon \| \| \| Cynosphenodon \| \| unnamed \| Sphenodon (Tuatara) \| \| \| Sphenodon (Tuatara) \| |
|               | \| unnamed \| Cynosphenodon \| \| \| Cynosphenodon \| \| unnamed \| Sphenodon (Tuatara) \| \| \| Sphenodon (Tuatara) \| |
| unnamed       | Cynosphenodon |
|               | Cynosphenodon |
| unnamed       | Sphenodon (Tuatara) |
|               | Sphenodon (Tuatara) |

| unnamed | Cynosphenodon       |
|         | Cynosphenodon       |
| unnamed | Sphenodon (Tuatara) |
|         | Sphenodon (Tuatara) |

| unnamed | Toxolophosaurus                                                                                     |
|         | Toxolophosaurus                                                                                     |
| unnamed | \| unnamed \| Priosphenodon \| \| \| Priosphenodon \| \| unnamed \| Eilenodon \| \| \| Eilenodon \| |
|         | \| unnamed \| Priosphenodon \| \| \| Priosphenodon \| \| unnamed \| Eilenodon \| \| \| Eilenodon \| |
| unnamed | Priosphenodon                                                                                       |
|         | Priosphenodon                                                                                       |
| unnamed | Eilenodon                                                                                           |
|         | Eilenodon                                                                                           |

| unnamed | Priosphenodon |
|         | Priosphenodon |
| unnamed | Eilenodon     |
|         | Eilenodon     |

| unnamed | Toxolophosaurus                                                                                     |
|         | Toxolophosaurus                                                                                     |
| unnamed | \| unnamed \| Priosphenodon \| \| \| Priosphenodon \| \| unnamed \| Eilenodon \| \| \| Eilenodon \| |
|         | \| unnamed \| Priosphenodon \| \| \| Priosphenodon \| \| unnamed \| Eilenodon \| \| \| Eilenodon \| |
| unnamed | Priosphenodon                                                                                       |
|         | Priosphenodon                                                                                       |
| unnamed | Eilenodon                                                                                           |
|         | Eilenodon                                                                                           |

| unnamed | Priosphenodon |
|         | Priosphenodon |
| unnamed | Eilenodon     |
|         | Eilenodon     |

| unnamed | Sapheosaurus    |
|         | Sapheosaurus    |
| unnamed | Ankylosphenodon |
|         | Ankylosphenodon |

| unnamed       | Zapatadon |
|               | Zapatadon |
|               | Theretairus |
|               | |
|               | Sphenovipera |
|               | |
| Sphenodontini | \| unnamed \| Cynosphenodon \| \| \| Cynosphenodon \| \| unnamed \| Sphenodon (Tuatara) \| \| \| Sphenodon (Tuatara) \| |
|               | \| unnamed \| Cynosphenodon \| \| \| Cynosphenodon \| \| unnamed \| Sphenodon (Tuatara) \| \| \| Sphenodon (Tuatara) \| |
| unnamed       | Cynosphenodon |
|               | Cynosphenodon |
| unnamed       | Sphenodon (Tuatara) |
|               | Sphenodon (Tuatara) |

| unnamed | Cynosphenodon       |
|         | Cynosphenodon       |
| unnamed | Sphenodon (Tuatara) |
|         | Sphenodon (Tuatara) |

| unnamed       | Zapatadon |
|               | Zapatadon |
|               | Theretairus |
|               | |
|               | Sphenovipera |
|               | |
| Sphenodontini | \| unnamed \| Cynosphenodon \| \| \| Cynosphenodon \| \| unnamed \| Sphenodon (Tuatara) \| \| \| Sphenodon (Tuatara) \| |
|               | \| unnamed \| Cynosphenodon \| \| \| Cynosphenodon \| \| unnamed \| Sphenodon (Tuatara) \| \| \| Sphenodon (Tuatara) \| |
| unnamed       | Cynosphenodon |
|               | Cynosphenodon |
| unnamed       | Sphenodon (Tuatara) |
|               | Sphenodon (Tuatara) |

| unnamed | Cynosphenodon       |
|         | Cynosphenodon       |
| unnamed | Sphenodon (Tuatara) |
|         | Sphenodon (Tuatara) |

| unnamed       | Zapatadon |
|               | Zapatadon |
|               | Theretairus |
|               | |
|               | Sphenovipera |
|               | |
| Sphenodontini | \| unnamed \| Cynosphenodon \| \| \| Cynosphenodon \| \| unnamed \| Sphenodon (Tuatara) \| \| \| Sphenodon (Tuatara) \| |
|               | \| unnamed \| Cynosphenodon \| \| \| Cynosphenodon \| \| unnamed \| Sphenodon (Tuatara) \| \| \| Sphenodon (Tuatara) \| |
| unnamed       | Cynosphenodon |
|               | Cynosphenodon |
| unnamed       | Sphenodon (Tuatara) |
|               | Sphenodon (Tuatara) |

| unnamed | Cynosphenodon       |
|         | Cynosphenodon       |
| unnamed | Sphenodon (Tuatara) |
|         | Sphenodon (Tuatara) |

| unnamed       | Zapatadon |
|               | Zapatadon |
|               | Theretairus |
|               | |
|               | Sphenovipera |
|               | |
| Sphenodontini | \| unnamed \| Cynosphenodon \| \| \| Cynosphenodon \| \| unnamed \| Sphenodon (Tuatara) \| \| \| Sphenodon (Tuatara) \| |
|               | \| unnamed \| Cynosphenodon \| \| \| Cynosphenodon \| \| unnamed \| Sphenodon (Tuatara) \| \| \| Sphenodon (Tuatara) \| |
| unnamed       | Cynosphenodon |
|               | Cynosphenodon |
| unnamed       | Sphenodon (Tuatara) |
|               | Sphenodon (Tuatara) |

| unnamed | Cynosphenodon       |
|         | Cynosphenodon       |
| unnamed | Sphenodon (Tuatara) |
|         | Sphenodon (Tuatara) |

| unnamed | Toxolophosaurus                                                                                     |
|         | Toxolophosaurus                                                                                     |
| unnamed | \| unnamed \| Priosphenodon \| \| \| Priosphenodon \| \| unnamed \| Eilenodon \| \| \| Eilenodon \| |
|         | \| unnamed \| Priosphenodon \| \| \| Priosphenodon \| \| unnamed \| Eilenodon \| \| \| Eilenodon \| |
| unnamed | Priosphenodon                                                                                       |
|         | Priosphenodon                                                                                       |
| unnamed | Eilenodon                                                                                           |
|         | Eilenodon                                                                                           |

| unnamed | Priosphenodon |
|         | Priosphenodon |
| unnamed | Eilenodon     |
|         | Eilenodon     |

| unnamed | Toxolophosaurus                                                                                     |
|         | Toxolophosaurus                                                                                     |
| unnamed | \| unnamed \| Priosphenodon \| \| \| Priosphenodon \| \| unnamed \| Eilenodon \| \| \| Eilenodon \| |
|         | \| unnamed \| Priosphenodon \| \| \| Priosphenodon \| \| unnamed \| Eilenodon \| \| \| Eilenodon \| |
| unnamed | Priosphenodon                                                                                       |
|         | Priosphenodon                                                                                       |
| unnamed | Eilenodon                                                                                           |
|         | Eilenodon                                                                                           |

| unnamed | Priosphenodon |
|         | Priosphenodon |
| unnamed | Eilenodon     |
|         | Eilenodon     |

| unnamed | Polysphenodon  |
|         | Polysphenodon  |
|         | Brachyrhinodon |
|         |                |
|         | Clevosaurus    |
|         |                |

| unnamed | Sapheosaurus    |
|         | Sapheosaurus    |
| unnamed | Ankylosphenodon |
|         | Ankylosphenodon |

| unnamed       | Zapatadon |
|               | Zapatadon |
|               | Theretairus |
|               | |
|               | Sphenovipera |
|               | |
| Sphenodontini | \| unnamed \| Cynosphenodon \| \| \| Cynosphenodon \| \| unnamed \| Sphenodon (Tuatara) \| \| \| Sphenodon (Tuatara) \| |
|               | \| unnamed \| Cynosphenodon \| \| \| Cynosphenodon \| \| unnamed \| Sphenodon (Tuatara) \| \| \| Sphenodon (Tuatara) \| |
| unnamed       | Cynosphenodon |
|               | Cynosphenodon |
| unnamed       | Sphenodon (Tuatara) |
|               | Sphenodon (Tuatara) |

| unnamed | Cynosphenodon       |
|         | Cynosphenodon       |
| unnamed | Sphenodon (Tuatara) |
|         | Sphenodon (Tuatara) |

| unnamed       | Zapatadon |
|               | Zapatadon |
|               | Theretairus |
|               | |
|               | Sphenovipera |
|               | |
| Sphenodontini | \| unnamed \| Cynosphenodon \| \| \| Cynosphenodon \| \| unnamed \| Sphenodon (Tuatara) \| \| \| Sphenodon (Tuatara) \| |
|               | \| unnamed \| Cynosphenodon \| \| \| Cynosphenodon \| \| unnamed \| Sphenodon (Tuatara) \| \| \| Sphenodon (Tuatara) \| |
| unnamed       | Cynosphenodon |
|               | Cynosphenodon |
| unnamed       | Sphenodon (Tuatara) |
|               | Sphenodon (Tuatara) |

| unnamed | Cynosphenodon       |
|         | Cynosphenodon       |
| unnamed | Sphenodon (Tuatara) |
|         | Sphenodon (Tuatara) |

| unnamed       | Zapatadon |
|               | Zapatadon |
|               | Theretairus |
|               | |
|               | Sphenovipera |
|               | |
| Sphenodontini | \| unnamed \| Cynosphenodon \| \| \| Cynosphenodon \| \| unnamed \| Sphenodon (Tuatara) \| \| \| Sphenodon (Tuatara) \| |
|               | \| unnamed \| Cynosphenodon \| \| \| Cynosphenodon \| \| unnamed \| Sphenodon (Tuatara) \| \| \| Sphenodon (Tuatara) \| |
| unnamed       | Cynosphenodon |
|               | Cynosphenodon |
| unnamed       | Sphenodon (Tuatara) |
|               | Sphenodon (Tuatara) |

| unnamed | Cynosphenodon       |
|         | Cynosphenodon       |
| unnamed | Sphenodon (Tuatara) |
|         | Sphenodon (Tuatara) |

| unnamed       | Zapatadon |
|               | Zapatadon |
|               | Theretairus |
|               | |
|               | Sphenovipera |
|               | |
| Sphenodontini | \| unnamed \| Cynosphenodon \| \| \| Cynosphenodon \| \| unnamed \| Sphenodon (Tuatara) \| \| \| Sphenodon (Tuatara) \| |
|               | \| unnamed \| Cynosphenodon \| \| \| Cynosphenodon \| \| unnamed \| Sphenodon (Tuatara) \| \| \| Sphenodon (Tuatara) \| |
| unnamed       | Cynosphenodon |
|               | Cynosphenodon |
| unnamed       | Sphenodon (Tuatara) |
|               | Sphenodon (Tuatara) |

| unnamed | Cynosphenodon       |
|         | Cynosphenodon       |
| unnamed | Sphenodon (Tuatara) |
|         | Sphenodon (Tuatara) |

| unnamed | Toxolophosaurus                                                                                     |
|         | Toxolophosaurus                                                                                     |
| unnamed | \| unnamed \| Priosphenodon \| \| \| Priosphenodon \| \| unnamed \| Eilenodon \| \| \| Eilenodon \| |
|         | \| unnamed \| Priosphenodon \| \| \| Priosphenodon \| \| unnamed \| Eilenodon \| \| \| Eilenodon \| |
| unnamed | Priosphenodon                                                                                       |
|         | Priosphenodon                                                                                       |
| unnamed | Eilenodon                                                                                           |
|         | Eilenodon                                                                                           |

| unnamed | Priosphenodon |
|         | Priosphenodon |
| unnamed | Eilenodon     |
|         | Eilenodon     |

| unnamed | Toxolophosaurus                                                                                     |
|         | Toxolophosaurus                                                                                     |
| unnamed | \| unnamed \| Priosphenodon \| \| \| Priosphenodon \| \| unnamed \| Eilenodon \| \| \| Eilenodon \| |
|         | \| unnamed \| Priosphenodon \| \| \| Priosphenodon \| \| unnamed \| Eilenodon \| \| \| Eilenodon \| |
| unnamed | Priosphenodon                                                                                       |
|         | Priosphenodon                                                                                       |
| unnamed | Eilenodon                                                                                           |
|         | Eilenodon                                                                                           |

| unnamed | Priosphenodon |
|         | Priosphenodon |
| unnamed | Eilenodon     |
|         | Eilenodon     |

| unnamed | Sapheosaurus    |
|         | Sapheosaurus    |
| unnamed | Ankylosphenodon |
|         | Ankylosphenodon |

| unnamed       | Zapatadon |
|               | Zapatadon |
|               | Theretairus |
|               | |
|               | Sphenovipera |
|               | |
| Sphenodontini | \| unnamed \| Cynosphenodon \| \| \| Cynosphenodon \| \| unnamed \| Sphenodon (Tuatara) \| \| \| Sphenodon (Tuatara) \| |
|               | \| unnamed \| Cynosphenodon \| \| \| Cynosphenodon \| \| unnamed \| Sphenodon (Tuatara) \| \| \| Sphenodon (Tuatara) \| |
| unnamed       | Cynosphenodon |
|               | Cynosphenodon |
| unnamed       | Sphenodon (Tuatara) |
|               | Sphenodon (Tuatara) |

| unnamed | Cynosphenodon       |
|         | Cynosphenodon       |
| unnamed | Sphenodon (Tuatara) |
|         | Sphenodon (Tuatara) |

| unnamed       | Zapatadon |
|               | Zapatadon |
|               | Theretairus |
|               | |
|               | Sphenovipera |
|               | |
| Sphenodontini | \| unnamed \| Cynosphenodon \| \| \| Cynosphenodon \| \| unnamed \| Sphenodon (Tuatara) \| \| \| Sphenodon (Tuatara) \| |
|               | \| unnamed \| Cynosphenodon \| \| \| Cynosphenodon \| \| unnamed \| Sphenodon (Tuatara) \| \| \| Sphenodon (Tuatara) \| |
| unnamed       | Cynosphenodon |
|               | Cynosphenodon |
| unnamed       | Sphenodon (Tuatara) |
|               | Sphenodon (Tuatara) |

| unnamed | Cynosphenodon       |
|         | Cynosphenodon       |
| unnamed | Sphenodon (Tuatara) |
|         | Sphenodon (Tuatara) |

| unnamed       | Zapatadon |
|               | Zapatadon |
|               | Theretairus |
|               | |
|               | Sphenovipera |
|               | |
| Sphenodontini | \| unnamed \| Cynosphenodon \| \| \| Cynosphenodon \| \| unnamed \| Sphenodon (Tuatara) \| \| \| Sphenodon (Tuatara) \| |
|               | \| unnamed \| Cynosphenodon \| \| \| Cynosphenodon \| \| unnamed \| Sphenodon (Tuatara) \| \| \| Sphenodon (Tuatara) \| |
| unnamed       | Cynosphenodon |
|               | Cynosphenodon |
| unnamed       | Sphenodon (Tuatara) |
|               | Sphenodon (Tuatara) |

| unnamed | Cynosphenodon       |
|         | Cynosphenodon       |
| unnamed | Sphenodon (Tuatara) |
|         | Sphenodon (Tuatara) |

| unnamed       | Zapatadon |
|               | Zapatadon |
|               | Theretairus |
|               | |
|               | Sphenovipera |
|               | |
| Sphenodontini | \| unnamed \| Cynosphenodon \| \| \| Cynosphenodon \| \| unnamed \| Sphenodon (Tuatara) \| \| \| Sphenodon (Tuatara) \| |
|               | \| unnamed \| Cynosphenodon \| \| \| Cynosphenodon \| \| unnamed \| Sphenodon (Tuatara) \| \| \| Sphenodon (Tuatara) \| |
| unnamed       | Cynosphenodon |
|               | Cynosphenodon |
| unnamed       | Sphenodon (Tuatara) |
|               | Sphenodon (Tuatara) |

| unnamed | Cynosphenodon       |
|         | Cynosphenodon       |
| unnamed | Sphenodon (Tuatara) |
|         | Sphenodon (Tuatara) |

| unnamed | Toxolophosaurus                                                                                     |
|         | Toxolophosaurus                                                                                     |
| unnamed | \| unnamed \| Priosphenodon \| \| \| Priosphenodon \| \| unnamed \| Eilenodon \| \| \| Eilenodon \| |
|         | \| unnamed \| Priosphenodon \| \| \| Priosphenodon \| \| unnamed \| Eilenodon \| \| \| Eilenodon \| |
| unnamed | Priosphenodon                                                                                       |
|         | Priosphenodon                                                                                       |
| unnamed | Eilenodon                                                                                           |
|         | Eilenodon                                                                                           |

| unnamed | Priosphenodon |
|         | Priosphenodon |
| unnamed | Eilenodon     |
|         | Eilenodon     |

| unnamed | Toxolophosaurus                                                                                     |
|         | Toxolophosaurus                                                                                     |
| unnamed | \| unnamed \| Priosphenodon \| \| \| Priosphenodon \| \| unnamed \| Eilenodon \| \| \| Eilenodon \| |
|         | \| unnamed \| Priosphenodon \| \| \| Priosphenodon \| \| unnamed \| Eilenodon \| \| \| Eilenodon \| |
| unnamed | Priosphenodon                                                                                       |
|         | Priosphenodon                                                                                       |
| unnamed | Eilenodon                                                                                           |
|         | Eilenodon                                                                                           |

| unnamed | Priosphenodon |
|         | Priosphenodon |
| unnamed | Eilenodon     |
|         | Eilenodon     |

| unnamed | Palaeopleurosaurus |
|         | Palaeopleurosaurus |
| unnamed | Pleurosaurus       |
|         | Pleurosaurus       |

| unnamed | Polysphenodon  |
|         | Polysphenodon  |
|         | Brachyrhinodon |
|         |                |
|         | Clevosaurus    |
|         |                |

| unnamed | Sapheosaurus    |
|         | Sapheosaurus    |
| unnamed | Ankylosphenodon |
|         | Ankylosphenodon |

| unnamed       | Zapatadon |
|               | Zapatadon |
|               | Theretairus |
|               | |
|               | Sphenovipera |
|               | |
| Sphenodontini | \| unnamed \| Cynosphenodon \| \| \| Cynosphenodon \| \| unnamed \| Sphenodon (Tuatara) \| \| \| Sphenodon (Tuatara) \| |
|               | \| unnamed \| Cynosphenodon \| \| \| Cynosphenodon \| \| unnamed \| Sphenodon (Tuatara) \| \| \| Sphenodon (Tuatara) \| |
| unnamed       | Cynosphenodon |
|               | Cynosphenodon |
| unnamed       | Sphenodon (Tuatara) |
|               | Sphenodon (Tuatara) |

| unnamed | Cynosphenodon       |
|         | Cynosphenodon       |
| unnamed | Sphenodon (Tuatara) |
|         | Sphenodon (Tuatara) |

| unnamed       | Zapatadon |
|               | Zapatadon |
|               | Theretairus |
|               | |
|               | Sphenovipera |
|               | |
| Sphenodontini | \| unnamed \| Cynosphenodon \| \| \| Cynosphenodon \| \| unnamed \| Sphenodon (Tuatara) \| \| \| Sphenodon (Tuatara) \| |
|               | \| unnamed \| Cynosphenodon \| \| \| Cynosphenodon \| \| unnamed \| Sphenodon (Tuatara) \| \| \| Sphenodon (Tuatara) \| |
| unnamed       | Cynosphenodon |
|               | Cynosphenodon |
| unnamed       | Sphenodon (Tuatara) |
|               | Sphenodon (Tuatara) |

| unnamed | Cynosphenodon       |
|         | Cynosphenodon       |
| unnamed | Sphenodon (Tuatara) |
|         | Sphenodon (Tuatara) |

| unnamed       | Zapatadon |
|               | Zapatadon |
|               | Theretairus |
|               | |
|               | Sphenovipera |
|               | |
| Sphenodontini | \| unnamed \| Cynosphenodon \| \| \| Cynosphenodon \| \| unnamed \| Sphenodon (Tuatara) \| \| \| Sphenodon (Tuatara) \| |
|               | \| unnamed \| Cynosphenodon \| \| \| Cynosphenodon \| \| unnamed \| Sphenodon (Tuatara) \| \| \| Sphenodon (Tuatara) \| |
| unnamed       | Cynosphenodon |
|               | Cynosphenodon |
| unnamed       | Sphenodon (Tuatara) |
|               | Sphenodon (Tuatara) |

| unnamed | Cynosphenodon       |
|         | Cynosphenodon       |
| unnamed | Sphenodon (Tuatara) |
|         | Sphenodon (Tuatara) |

| unnamed       | Zapatadon |
|               | Zapatadon |
|               | Theretairus |
|               | |
|               | Sphenovipera |
|               | |
| Sphenodontini | \| unnamed \| Cynosphenodon \| \| \| Cynosphenodon \| \| unnamed \| Sphenodon (Tuatara) \| \| \| Sphenodon (Tuatara) \| |
|               | \| unnamed \| Cynosphenodon \| \| \| Cynosphenodon \| \| unnamed \| Sphenodon (Tuatara) \| \| \| Sphenodon (Tuatara) \| |
| unnamed       | Cynosphenodon |
|               | Cynosphenodon |
| unnamed       | Sphenodon (Tuatara) |
|               | Sphenodon (Tuatara) |

| unnamed | Cynosphenodon       |
|         | Cynosphenodon       |
| unnamed | Sphenodon (Tuatara) |
|         | Sphenodon (Tuatara) |

| unnamed | Toxolophosaurus                                                                                     |
|         | Toxolophosaurus                                                                                     |
| unnamed | \| unnamed \| Priosphenodon \| \| \| Priosphenodon \| \| unnamed \| Eilenodon \| \| \| Eilenodon \| |
|         | \| unnamed \| Priosphenodon \| \| \| Priosphenodon \| \| unnamed \| Eilenodon \| \| \| Eilenodon \| |
| unnamed | Priosphenodon                                                                                       |
|         | Priosphenodon                                                                                       |
| unnamed | Eilenodon                                                                                           |
|         | Eilenodon                                                                                           |

| unnamed | Priosphenodon |
|         | Priosphenodon |
| unnamed | Eilenodon     |
|         | Eilenodon     |

| unnamed | Toxolophosaurus                                                                                     |
|         | Toxolophosaurus                                                                                     |
| unnamed | \| unnamed \| Priosphenodon \| \| \| Priosphenodon \| \| unnamed \| Eilenodon \| \| \| Eilenodon \| |
|         | \| unnamed \| Priosphenodon \| \| \| Priosphenodon \| \| unnamed \| Eilenodon \| \| \| Eilenodon \| |
| unnamed | Priosphenodon                                                                                       |
|         | Priosphenodon                                                                                       |
| unnamed | Eilenodon                                                                                           |
|         | Eilenodon                                                                                           |

| unnamed | Priosphenodon |
|         | Priosphenodon |
| unnamed | Eilenodon     |
|         | Eilenodon     |

| unnamed | Sapheosaurus    |
|         | Sapheosaurus    |
| unnamed | Ankylosphenodon |
|         | Ankylosphenodon |

| unnamed       | Zapatadon |
|               | Zapatadon |
|               | Theretairus |
|               | |
|               | Sphenovipera |
|               | |
| Sphenodontini | \| unnamed \| Cynosphenodon \| \| \| Cynosphenodon \| \| unnamed \| Sphenodon (Tuatara) \| \| \| Sphenodon (Tuatara) \| |
|               | \| unnamed \| Cynosphenodon \| \| \| Cynosphenodon \| \| unnamed \| Sphenodon (Tuatara) \| \| \| Sphenodon (Tuatara) \| |
| unnamed       | Cynosphenodon |
|               | Cynosphenodon |
| unnamed       | Sphenodon (Tuatara) |
|               | Sphenodon (Tuatara) |

| unnamed | Cynosphenodon       |
|         | Cynosphenodon       |
| unnamed | Sphenodon (Tuatara) |
|         | Sphenodon (Tuatara) |

| unnamed       | Zapatadon |
|               | Zapatadon |
|               | Theretairus |
|               | |
|               | Sphenovipera |
|               | |
| Sphenodontini | \| unnamed \| Cynosphenodon \| \| \| Cynosphenodon \| \| unnamed \| Sphenodon (Tuatara) \| \| \| Sphenodon (Tuatara) \| |
|               | \| unnamed \| Cynosphenodon \| \| \| Cynosphenodon \| \| unnamed \| Sphenodon (Tuatara) \| \| \| Sphenodon (Tuatara) \| |
| unnamed       | Cynosphenodon |
|               | Cynosphenodon |
| unnamed       | Sphenodon (Tuatara) |
|               | Sphenodon (Tuatara) |

| unnamed | Cynosphenodon       |
|         | Cynosphenodon       |
| unnamed | Sphenodon (Tuatara) |
|         | Sphenodon (Tuatara) |

| unnamed       | Zapatadon |
|               | Zapatadon |
|               | Theretairus |
|               | |
|               | Sphenovipera |
|               | |
| Sphenodontini | \| unnamed \| Cynosphenodon \| \| \| Cynosphenodon \| \| unnamed \| Sphenodon (Tuatara) \| \| \| Sphenodon (Tuatara) \| |
|               | \| unnamed \| Cynosphenodon \| \| \| Cynosphenodon \| \| unnamed \| Sphenodon (Tuatara) \| \| \| Sphenodon (Tuatara) \| |
| unnamed       | Cynosphenodon |
|               | Cynosphenodon |
| unnamed       | Sphenodon (Tuatara) |
|               | Sphenodon (Tuatara) |

| unnamed | Cynosphenodon       |
|         | Cynosphenodon       |
| unnamed | Sphenodon (Tuatara) |
|         | Sphenodon (Tuatara) |

| unnamed       | Zapatadon |
|               | Zapatadon |
|               | Theretairus |
|               | |
|               | Sphenovipera |
|               | |
| Sphenodontini | \| unnamed \| Cynosphenodon \| \| \| Cynosphenodon \| \| unnamed \| Sphenodon (Tuatara) \| \| \| Sphenodon (Tuatara) \| |
|               | \| unnamed \| Cynosphenodon \| \| \| Cynosphenodon \| \| unnamed \| Sphenodon (Tuatara) \| \| \| Sphenodon (Tuatara) \| |
| unnamed       | Cynosphenodon |
|               | Cynosphenodon |
| unnamed       | Sphenodon (Tuatara) |
|               | Sphenodon (Tuatara) |

| unnamed | Cynosphenodon       |
|         | Cynosphenodon       |
| unnamed | Sphenodon (Tuatara) |
|         | Sphenodon (Tuatara) |

| unnamed | Toxolophosaurus                                                                                     |
|         | Toxolophosaurus                                                                                     |
| unnamed | \| unnamed \| Priosphenodon \| \| \| Priosphenodon \| \| unnamed \| Eilenodon \| \| \| Eilenodon \| |
|         | \| unnamed \| Priosphenodon \| \| \| Priosphenodon \| \| unnamed \| Eilenodon \| \| \| Eilenodon \| |
| unnamed | Priosphenodon                                                                                       |
|         | Priosphenodon                                                                                       |
| unnamed | Eilenodon                                                                                           |
|         | Eilenodon                                                                                           |

| unnamed | Priosphenodon |
|         | Priosphenodon |
| unnamed | Eilenodon     |
|         | Eilenodon     |

| unnamed | Toxolophosaurus                                                                                     |
|         | Toxolophosaurus                                                                                     |
| unnamed | \| unnamed \| Priosphenodon \| \| \| Priosphenodon \| \| unnamed \| Eilenodon \| \| \| Eilenodon \| |
|         | \| unnamed \| Priosphenodon \| \| \| Priosphenodon \| \| unnamed \| Eilenodon \| \| \| Eilenodon \| |
| unnamed | Priosphenodon                                                                                       |
|         | Priosphenodon                                                                                       |
| unnamed | Eilenodon                                                                                           |
|         | Eilenodon                                                                                           |

| unnamed | Priosphenodon |
|         | Priosphenodon |
| unnamed | Eilenodon     |
|         | Eilenodon     |

| unnamed | Polysphenodon  |
|         | Polysphenodon  |
|         | Brachyrhinodon |
|         |                |
|         | Clevosaurus    |
|         |                |

| unnamed | Sapheosaurus    |
|         | Sapheosaurus    |
| unnamed | Ankylosphenodon |
|         | Ankylosphenodon |

| unnamed       | Zapatadon |
|               | Zapatadon |
|               | Theretairus |
|               | |
|               | Sphenovipera |
|               | |
| Sphenodontini | \| unnamed \| Cynosphenodon \| \| \| Cynosphenodon \| \| unnamed \| Sphenodon (Tuatara) \| \| \| Sphenodon (Tuatara) \| |
|               | \| unnamed \| Cynosphenodon \| \| \| Cynosphenodon \| \| unnamed \| Sphenodon (Tuatara) \| \| \| Sphenodon (Tuatara) \| |
| unnamed       | Cynosphenodon |
|               | Cynosphenodon |
| unnamed       | Sphenodon (Tuatara) |
|               | Sphenodon (Tuatara) |

| unnamed | Cynosphenodon       |
|         | Cynosphenodon       |
| unnamed | Sphenodon (Tuatara) |
|         | Sphenodon (Tuatara) |

| unnamed       | Zapatadon |
|               | Zapatadon |
|               | Theretairus |
|               | |
|               | Sphenovipera |
|               | |
| Sphenodontini | \| unnamed \| Cynosphenodon \| \| \| Cynosphenodon \| \| unnamed \| Sphenodon (Tuatara) \| \| \| Sphenodon (Tuatara) \| |
|               | \| unnamed \| Cynosphenodon \| \| \| Cynosphenodon \| \| unnamed \| Sphenodon (Tuatara) \| \| \| Sphenodon (Tuatara) \| |
| unnamed       | Cynosphenodon |
|               | Cynosphenodon |
| unnamed       | Sphenodon (Tuatara) |
|               | Sphenodon (Tuatara) |

| unnamed | Cynosphenodon       |
|         | Cynosphenodon       |
| unnamed | Sphenodon (Tuatara) |
|         | Sphenodon (Tuatara) |

| unnamed       | Zapatadon |
|               | Zapatadon |
|               | Theretairus |
|               | |
|               | Sphenovipera |
|               | |
| Sphenodontini | \| unnamed \| Cynosphenodon \| \| \| Cynosphenodon \| \| unnamed \| Sphenodon (Tuatara) \| \| \| Sphenodon (Tuatara) \| |
|               | \| unnamed \| Cynosphenodon \| \| \| Cynosphenodon \| \| unnamed \| Sphenodon (Tuatara) \| \| \| Sphenodon (Tuatara) \| |
| unnamed       | Cynosphenodon |
|               | Cynosphenodon |
| unnamed       | Sphenodon (Tuatara) |
|               | Sphenodon (Tuatara) |

| unnamed | Cynosphenodon       |
|         | Cynosphenodon       |
| unnamed | Sphenodon (Tuatara) |
|         | Sphenodon (Tuatara) |

| unnamed       | Zapatadon |
|               | Zapatadon |
|               | Theretairus |
|               | |
|               | Sphenovipera |
|               | |
| Sphenodontini | \| unnamed \| Cynosphenodon \| \| \| Cynosphenodon \| \| unnamed \| Sphenodon (Tuatara) \| \| \| Sphenodon (Tuatara) \| |
|               | \| unnamed \| Cynosphenodon \| \| \| Cynosphenodon \| \| unnamed \| Sphenodon (Tuatara) \| \| \| Sphenodon (Tuatara) \| |
| unnamed       | Cynosphenodon |
|               | Cynosphenodon |
| unnamed       | Sphenodon (Tuatara) |
|               | Sphenodon (Tuatara) |

| unnamed | Cynosphenodon       |
|         | Cynosphenodon       |
| unnamed | Sphenodon (Tuatara) |
|         | Sphenodon (Tuatara) |

| unnamed | Toxolophosaurus                                                                                     |
|         | Toxolophosaurus                                                                                     |
| unnamed | \| unnamed \| Priosphenodon \| \| \| Priosphenodon \| \| unnamed \| Eilenodon \| \| \| Eilenodon \| |
|         | \| unnamed \| Priosphenodon \| \| \| Priosphenodon \| \| unnamed \| Eilenodon \| \| \| Eilenodon \| |
| unnamed | Priosphenodon                                                                                       |
|         | Priosphenodon                                                                                       |
| unnamed | Eilenodon                                                                                           |
|         | Eilenodon                                                                                           |

| unnamed | Priosphenodon |
|         | Priosphenodon |
| unnamed | Eilenodon     |
|         | Eilenodon     |

| unnamed | Toxolophosaurus                                                                                     |
|         | Toxolophosaurus                                                                                     |
| unnamed | \| unnamed \| Priosphenodon \| \| \| Priosphenodon \| \| unnamed \| Eilenodon \| \| \| Eilenodon \| |
|         | \| unnamed \| Priosphenodon \| \| \| Priosphenodon \| \| unnamed \| Eilenodon \| \| \| Eilenodon \| |
| unnamed | Priosphenodon                                                                                       |
|         | Priosphenodon                                                                                       |
| unnamed | Eilenodon                                                                                           |
|         | Eilenodon                                                                                           |

| unnamed | Priosphenodon |
|         | Priosphenodon |
| unnamed | Eilenodon     |
|         | Eilenodon     |

| unnamed | Sapheosaurus    |
|         | Sapheosaurus    |
| unnamed | Ankylosphenodon |
|         | Ankylosphenodon |

| unnamed       | Zapatadon |
|               | Zapatadon |
|               | Theretairus |
|               | |
|               | Sphenovipera |
|               | |
| Sphenodontini | \| unnamed \| Cynosphenodon \| \| \| Cynosphenodon \| \| unnamed \| Sphenodon (Tuatara) \| \| \| Sphenodon (Tuatara) \| |
|               | \| unnamed \| Cynosphenodon \| \| \| Cynosphenodon \| \| unnamed \| Sphenodon (Tuatara) \| \| \| Sphenodon (Tuatara) \| |
| unnamed       | Cynosphenodon |
|               | Cynosphenodon |
| unnamed       | Sphenodon (Tuatara) |
|               | Sphenodon (Tuatara) |

| unnamed | Cynosphenodon       |
|         | Cynosphenodon       |
| unnamed | Sphenodon (Tuatara) |
|         | Sphenodon (Tuatara) |

| unnamed       | Zapatadon |
|               | Zapatadon |
|               | Theretairus |
|               | |
|               | Sphenovipera |
|               | |
| Sphenodontini | \| unnamed \| Cynosphenodon \| \| \| Cynosphenodon \| \| unnamed \| Sphenodon (Tuatara) \| \| \| Sphenodon (Tuatara) \| |
|               | \| unnamed \| Cynosphenodon \| \| \| Cynosphenodon \| \| unnamed \| Sphenodon (Tuatara) \| \| \| Sphenodon (Tuatara) \| |
| unnamed       | Cynosphenodon |
|               | Cynosphenodon |
| unnamed       | Sphenodon (Tuatara) |
|               | Sphenodon (Tuatara) |

| unnamed | Cynosphenodon       |
|         | Cynosphenodon       |
| unnamed | Sphenodon (Tuatara) |
|         | Sphenodon (Tuatara) |

| unnamed       | Zapatadon |
|               | Zapatadon |
|               | Theretairus |
|               | |
|               | Sphenovipera |
|               | |
| Sphenodontini | \| unnamed \| Cynosphenodon \| \| \| Cynosphenodon \| \| unnamed \| Sphenodon (Tuatara) \| \| \| Sphenodon (Tuatara) \| |
|               | \| unnamed \| Cynosphenodon \| \| \| Cynosphenodon \| \| unnamed \| Sphenodon (Tuatara) \| \| \| Sphenodon (Tuatara) \| |
| unnamed       | Cynosphenodon |
|               | Cynosphenodon |
| unnamed       | Sphenodon (Tuatara) |
|               | Sphenodon (Tuatara) |

| unnamed | Cynosphenodon       |
|         | Cynosphenodon       |
| unnamed | Sphenodon (Tuatara) |
|         | Sphenodon (Tuatara) |

| unnamed       | Zapatadon |
|               | Zapatadon |
|               | Theretairus |
|               | |
|               | Sphenovipera |
|               | |
| Sphenodontini | \| unnamed \| Cynosphenodon \| \| \| Cynosphenodon \| \| unnamed \| Sphenodon (Tuatara) \| \| \| Sphenodon (Tuatara) \| |
|               | \| unnamed \| Cynosphenodon \| \| \| Cynosphenodon \| \| unnamed \| Sphenodon (Tuatara) \| \| \| Sphenodon (Tuatara) \| |
| unnamed       | Cynosphenodon |
|               | Cynosphenodon |
| unnamed       | Sphenodon (Tuatara) |
|               | Sphenodon (Tuatara) |

| unnamed | Cynosphenodon       |
|         | Cynosphenodon       |
| unnamed | Sphenodon (Tuatara) |
|         | Sphenodon (Tuatara) |

| unnamed | Toxolophosaurus                                                                                     |
|         | Toxolophosaurus                                                                                     |
| unnamed | \| unnamed \| Priosphenodon \| \| \| Priosphenodon \| \| unnamed \| Eilenodon \| \| \| Eilenodon \| |
|         | \| unnamed \| Priosphenodon \| \| \| Priosphenodon \| \| unnamed \| Eilenodon \| \| \| Eilenodon \| |
| unnamed | Priosphenodon                                                                                       |
|         | Priosphenodon                                                                                       |
| unnamed | Eilenodon                                                                                           |
|         | Eilenodon                                                                                           |

| unnamed | Priosphenodon |
|         | Priosphenodon |
| unnamed | Eilenodon     |
|         | Eilenodon     |

| unnamed | Toxolophosaurus                                                                                     |
|         | Toxolophosaurus                                                                                     |
| unnamed | \| unnamed \| Priosphenodon \| \| \| Priosphenodon \| \| unnamed \| Eilenodon \| \| \| Eilenodon \| |
|         | \| unnamed \| Priosphenodon \| \| \| Priosphenodon \| \| unnamed \| Eilenodon \| \| \| Eilenodon \| |
| unnamed | Priosphenodon                                                                                       |
|         | Priosphenodon                                                                                       |
| unnamed | Eilenodon                                                                                           |
|         | Eilenodon                                                                                           |

| unnamed | Priosphenodon |
|         | Priosphenodon |
| unnamed | Eilenodon     |
|         | Eilenodon     |

| unnamed | Palaeopleurosaurus |
|         | Palaeopleurosaurus |
| unnamed | Pleurosaurus       |
|         | Pleurosaurus       |

| unnamed | Polysphenodon  |
|         | Polysphenodon  |
|         | Brachyrhinodon |
|         |                |
|         | Clevosaurus    |
|         |                |

| unnamed | Sapheosaurus    |
|         | Sapheosaurus    |
| unnamed | Ankylosphenodon |
|         | Ankylosphenodon |

| unnamed       | Zapatadon |
|               | Zapatadon |
|               | Theretairus |
|               | |
|               | Sphenovipera |
|               | |
| Sphenodontini | \| unnamed \| Cynosphenodon \| \| \| Cynosphenodon \| \| unnamed \| Sphenodon (Tuatara) \| \| \| Sphenodon (Tuatara) \| |
|               | \| unnamed \| Cynosphenodon \| \| \| Cynosphenodon \| \| unnamed \| Sphenodon (Tuatara) \| \| \| Sphenodon (Tuatara) \| |
| unnamed       | Cynosphenodon |
|               | Cynosphenodon |
| unnamed       | Sphenodon (Tuatara) |
|               | Sphenodon (Tuatara) |

| unnamed | Cynosphenodon       |
|         | Cynosphenodon       |
| unnamed | Sphenodon (Tuatara) |
|         | Sphenodon (Tuatara) |

| unnamed       | Zapatadon |
|               | Zapatadon |
|               | Theretairus |
|               | |
|               | Sphenovipera |
|               | |
| Sphenodontini | \| unnamed \| Cynosphenodon \| \| \| Cynosphenodon \| \| unnamed \| Sphenodon (Tuatara) \| \| \| Sphenodon (Tuatara) \| |
|               | \| unnamed \| Cynosphenodon \| \| \| Cynosphenodon \| \| unnamed \| Sphenodon (Tuatara) \| \| \| Sphenodon (Tuatara) \| |
| unnamed       | Cynosphenodon |
|               | Cynosphenodon |
| unnamed       | Sphenodon (Tuatara) |
|               | Sphenodon (Tuatara) |

| unnamed | Cynosphenodon       |
|         | Cynosphenodon       |
| unnamed | Sphenodon (Tuatara) |
|         | Sphenodon (Tuatara) |

| unnamed       | Zapatadon |
|               | Zapatadon |
|               | Theretairus |
|               | |
|               | Sphenovipera |
|               | |
| Sphenodontini | \| unnamed \| Cynosphenodon \| \| \| Cynosphenodon \| \| unnamed \| Sphenodon (Tuatara) \| \| \| Sphenodon (Tuatara) \| |
|               | \| unnamed \| Cynosphenodon \| \| \| Cynosphenodon \| \| unnamed \| Sphenodon (Tuatara) \| \| \| Sphenodon (Tuatara) \| |
| unnamed       | Cynosphenodon |
|               | Cynosphenodon |
| unnamed       | Sphenodon (Tuatara) |
|               | Sphenodon (Tuatara) |

| unnamed | Cynosphenodon       |
|         | Cynosphenodon       |
| unnamed | Sphenodon (Tuatara) |
|         | Sphenodon (Tuatara) |

| unnamed       | Zapatadon |
|               | Zapatadon |
|               | Theretairus |
|               | |
|               | Sphenovipera |
|               | |
| Sphenodontini | \| unnamed \| Cynosphenodon \| \| \| Cynosphenodon \| \| unnamed \| Sphenodon (Tuatara) \| \| \| Sphenodon (Tuatara) \| |
|               | \| unnamed \| Cynosphenodon \| \| \| Cynosphenodon \| \| unnamed \| Sphenodon (Tuatara) \| \| \| Sphenodon (Tuatara) \| |
| unnamed       | Cynosphenodon |
|               | Cynosphenodon |
| unnamed       | Sphenodon (Tuatara) |
|               | Sphenodon (Tuatara) |

| unnamed | Cynosphenodon       |
|         | Cynosphenodon       |
| unnamed | Sphenodon (Tuatara) |
|         | Sphenodon (Tuatara) |

| unnamed | Toxolophosaurus                                                                                     |
|         | Toxolophosaurus                                                                                     |
| unnamed | \| unnamed \| Priosphenodon \| \| \| Priosphenodon \| \| unnamed \| Eilenodon \| \| \| Eilenodon \| |
|         | \| unnamed \| Priosphenodon \| \| \| Priosphenodon \| \| unnamed \| Eilenodon \| \| \| Eilenodon \| |
| unnamed | Priosphenodon                                                                                       |
|         | Priosphenodon                                                                                       |
| unnamed | Eilenodon                                                                                           |
|         | Eilenodon                                                                                           |

| unnamed | Priosphenodon |
|         | Priosphenodon |
| unnamed | Eilenodon     |
|         | Eilenodon     |

| unnamed | Toxolophosaurus                                                                                     |
|         | Toxolophosaurus                                                                                     |
| unnamed | \| unnamed \| Priosphenodon \| \| \| Priosphenodon \| \| unnamed \| Eilenodon \| \| \| Eilenodon \| |
|         | \| unnamed \| Priosphenodon \| \| \| Priosphenodon \| \| unnamed \| Eilenodon \| \| \| Eilenodon \| |
| unnamed | Priosphenodon                                                                                       |
|         | Priosphenodon                                                                                       |
| unnamed | Eilenodon                                                                                           |
|         | Eilenodon                                                                                           |

| unnamed | Priosphenodon |
|         | Priosphenodon |
| unnamed | Eilenodon     |
|         | Eilenodon     |

| unnamed | Sapheosaurus    |
|         | Sapheosaurus    |
| unnamed | Ankylosphenodon |
|         | Ankylosphenodon |

| unnamed       | Zapatadon |
|               | Zapatadon |
|               | Theretairus |
|               | |
|               | Sphenovipera |
|               | |
| Sphenodontini | \| unnamed \| Cynosphenodon \| \| \| Cynosphenodon \| \| unnamed \| Sphenodon (Tuatara) \| \| \| Sphenodon (Tuatara) \| |
|               | \| unnamed \| Cynosphenodon \| \| \| Cynosphenodon \| \| unnamed \| Sphenodon (Tuatara) \| \| \| Sphenodon (Tuatara) \| |
| unnamed       | Cynosphenodon |
|               | Cynosphenodon |
| unnamed       | Sphenodon (Tuatara) |
|               | Sphenodon (Tuatara) |

| unnamed | Cynosphenodon       |
|         | Cynosphenodon       |
| unnamed | Sphenodon (Tuatara) |
|         | Sphenodon (Tuatara) |

| unnamed       | Zapatadon |
|               | Zapatadon |
|               | Theretairus |
|               | |
|               | Sphenovipera |
|               | |
| Sphenodontini | \| unnamed \| Cynosphenodon \| \| \| Cynosphenodon \| \| unnamed \| Sphenodon (Tuatara) \| \| \| Sphenodon (Tuatara) \| |
|               | \| unnamed \| Cynosphenodon \| \| \| Cynosphenodon \| \| unnamed \| Sphenodon (Tuatara) \| \| \| Sphenodon (Tuatara) \| |
| unnamed       | Cynosphenodon |
|               | Cynosphenodon |
| unnamed       | Sphenodon (Tuatara) |
|               | Sphenodon (Tuatara) |

| unnamed | Cynosphenodon       |
|         | Cynosphenodon       |
| unnamed | Sphenodon (Tuatara) |
|         | Sphenodon (Tuatara) |

| unnamed       | Zapatadon |
|               | Zapatadon |
|               | Theretairus |
|               | |
|               | Sphenovipera |
|               | |
| Sphenodontini | \| unnamed \| Cynosphenodon \| \| \| Cynosphenodon \| \| unnamed \| Sphenodon (Tuatara) \| \| \| Sphenodon (Tuatara) \| |
|               | \| unnamed \| Cynosphenodon \| \| \| Cynosphenodon \| \| unnamed \| Sphenodon (Tuatara) \| \| \| Sphenodon (Tuatara) \| |
| unnamed       | Cynosphenodon |
|               | Cynosphenodon |
| unnamed       | Sphenodon (Tuatara) |
|               | Sphenodon (Tuatara) |

| unnamed | Cynosphenodon       |
|         | Cynosphenodon       |
| unnamed | Sphenodon (Tuatara) |
|         | Sphenodon (Tuatara) |

| unnamed       | Zapatadon |
|               | Zapatadon |
|               | Theretairus |
|               | |
|               | Sphenovipera |
|               | |
| Sphenodontini | \| unnamed \| Cynosphenodon \| \| \| Cynosphenodon \| \| unnamed \| Sphenodon (Tuatara) \| \| \| Sphenodon (Tuatara) \| |
|               | \| unnamed \| Cynosphenodon \| \| \| Cynosphenodon \| \| unnamed \| Sphenodon (Tuatara) \| \| \| Sphenodon (Tuatara) \| |
| unnamed       | Cynosphenodon |
|               | Cynosphenodon |
| unnamed       | Sphenodon (Tuatara) |
|               | Sphenodon (Tuatara) |

| unnamed | Cynosphenodon       |
|         | Cynosphenodon       |
| unnamed | Sphenodon (Tuatara) |
|         | Sphenodon (Tuatara) |

| unnamed | Toxolophosaurus                                                                                     |
|         | Toxolophosaurus                                                                                     |
| unnamed | \| unnamed \| Priosphenodon \| \| \| Priosphenodon \| \| unnamed \| Eilenodon \| \| \| Eilenodon \| |
|         | \| unnamed \| Priosphenodon \| \| \| Priosphenodon \| \| unnamed \| Eilenodon \| \| \| Eilenodon \| |
| unnamed | Priosphenodon                                                                                       |
|         | Priosphenodon                                                                                       |
| unnamed | Eilenodon                                                                                           |
|         | Eilenodon                                                                                           |

| unnamed | Priosphenodon |
|         | Priosphenodon |
| unnamed | Eilenodon     |
|         | Eilenodon     |

| unnamed | Toxolophosaurus                                                                                     |
|         | Toxolophosaurus                                                                                     |
| unnamed | \| unnamed \| Priosphenodon \| \| \| Priosphenodon \| \| unnamed \| Eilenodon \| \| \| Eilenodon \| |
|         | \| unnamed \| Priosphenodon \| \| \| Priosphenodon \| \| unnamed \| Eilenodon \| \| \| Eilenodon \| |
| unnamed | Priosphenodon                                                                                       |
|         | Priosphenodon                                                                                       |
| unnamed | Eilenodon                                                                                           |
|         | Eilenodon                                                                                           |

| unnamed | Priosphenodon |
|         | Priosphenodon |
| unnamed | Eilenodon     |
|         | Eilenodon     |

| unnamed | Polysphenodon  |
|         | Polysphenodon  |
|         | Brachyrhinodon |
|         |                |
|         | Clevosaurus    |
|         |                |

| unnamed | Sapheosaurus    |
|         | Sapheosaurus    |
| unnamed | Ankylosphenodon |
|         | Ankylosphenodon |

| unnamed       | Zapatadon |
|               | Zapatadon |
|               | Theretairus |
|               | |
|               | Sphenovipera |
|               | |
| Sphenodontini | \| unnamed \| Cynosphenodon \| \| \| Cynosphenodon \| \| unnamed \| Sphenodon (Tuatara) \| \| \| Sphenodon (Tuatara) \| |
|               | \| unnamed \| Cynosphenodon \| \| \| Cynosphenodon \| \| unnamed \| Sphenodon (Tuatara) \| \| \| Sphenodon (Tuatara) \| |
| unnamed       | Cynosphenodon |
|               | Cynosphenodon |
| unnamed       | Sphenodon (Tuatara) |
|               | Sphenodon (Tuatara) |

| unnamed | Cynosphenodon       |
|         | Cynosphenodon       |
| unnamed | Sphenodon (Tuatara) |
|         | Sphenodon (Tuatara) |

| unnamed       | Zapatadon |
|               | Zapatadon |
|               | Theretairus |
|               | |
|               | Sphenovipera |
|               | |
| Sphenodontini | \| unnamed \| Cynosphenodon \| \| \| Cynosphenodon \| \| unnamed \| Sphenodon (Tuatara) \| \| \| Sphenodon (Tuatara) \| |
|               | \| unnamed \| Cynosphenodon \| \| \| Cynosphenodon \| \| unnamed \| Sphenodon (Tuatara) \| \| \| Sphenodon (Tuatara) \| |
| unnamed       | Cynosphenodon |
|               | Cynosphenodon |
| unnamed       | Sphenodon (Tuatara) |
|               | Sphenodon (Tuatara) |

| unnamed | Cynosphenodon       |
|         | Cynosphenodon       |
| unnamed | Sphenodon (Tuatara) |
|         | Sphenodon (Tuatara) |

| unnamed       | Zapatadon |
|               | Zapatadon |
|               | Theretairus |
|               | |
|               | Sphenovipera |
|               | |
| Sphenodontini | \| unnamed \| Cynosphenodon \| \| \| Cynosphenodon \| \| unnamed \| Sphenodon (Tuatara) \| \| \| Sphenodon (Tuatara) \| |
|               | \| unnamed \| Cynosphenodon \| \| \| Cynosphenodon \| \| unnamed \| Sphenodon (Tuatara) \| \| \| Sphenodon (Tuatara) \| |
| unnamed       | Cynosphenodon |
|               | Cynosphenodon |
| unnamed       | Sphenodon (Tuatara) |
|               | Sphenodon (Tuatara) |

| unnamed | Cynosphenodon       |
|         | Cynosphenodon       |
| unnamed | Sphenodon (Tuatara) |
|         | Sphenodon (Tuatara) |

| unnamed       | Zapatadon |
|               | Zapatadon |
|               | Theretairus |
|               | |
|               | Sphenovipera |
|               | |
| Sphenodontini | \| unnamed \| Cynosphenodon \| \| \| Cynosphenodon \| \| unnamed \| Sphenodon (Tuatara) \| \| \| Sphenodon (Tuatara) \| |
|               | \| unnamed \| Cynosphenodon \| \| \| Cynosphenodon \| \| unnamed \| Sphenodon (Tuatara) \| \| \| Sphenodon (Tuatara) \| |
| unnamed       | Cynosphenodon |
|               | Cynosphenodon |
| unnamed       | Sphenodon (Tuatara) |
|               | Sphenodon (Tuatara) |

| unnamed | Cynosphenodon       |
|         | Cynosphenodon       |
| unnamed | Sphenodon (Tuatara) |
|         | Sphenodon (Tuatara) |

| unnamed | Toxolophosaurus                                                                                     |
|         | Toxolophosaurus                                                                                     |
| unnamed | \| unnamed \| Priosphenodon \| \| \| Priosphenodon \| \| unnamed \| Eilenodon \| \| \| Eilenodon \| |
|         | \| unnamed \| Priosphenodon \| \| \| Priosphenodon \| \| unnamed \| Eilenodon \| \| \| Eilenodon \| |
| unnamed | Priosphenodon                                                                                       |
|         | Priosphenodon                                                                                       |
| unnamed | Eilenodon                                                                                           |
|         | Eilenodon                                                                                           |

| unnamed | Priosphenodon |
|         | Priosphenodon |
| unnamed | Eilenodon     |
|         | Eilenodon     |

| unnamed | Toxolophosaurus                                                                                     |
|         | Toxolophosaurus                                                                                     |
| unnamed | \| unnamed \| Priosphenodon \| \| \| Priosphenodon \| \| unnamed \| Eilenodon \| \| \| Eilenodon \| |
|         | \| unnamed \| Priosphenodon \| \| \| Priosphenodon \| \| unnamed \| Eilenodon \| \| \| Eilenodon \| |
| unnamed | Priosphenodon                                                                                       |
|         | Priosphenodon                                                                                       |
| unnamed | Eilenodon                                                                                           |
|         | Eilenodon                                                                                           |

| unnamed | Priosphenodon |
|         | Priosphenodon |
| unnamed | Eilenodon     |
|         | Eilenodon     |

| unnamed | Sapheosaurus    |
|         | Sapheosaurus    |
| unnamed | Ankylosphenodon |
|         | Ankylosphenodon |

| unnamed       | Zapatadon |
|               | Zapatadon |
|               | Theretairus |
|               | |
|               | Sphenovipera |
|               | |
| Sphenodontini | \| unnamed \| Cynosphenodon \| \| \| Cynosphenodon \| \| unnamed \| Sphenodon (Tuatara) \| \| \| Sphenodon (Tuatara) \| |
|               | \| unnamed \| Cynosphenodon \| \| \| Cynosphenodon \| \| unnamed \| Sphenodon (Tuatara) \| \| \| Sphenodon (Tuatara) \| |
| unnamed       | Cynosphenodon |
|               | Cynosphenodon |
| unnamed       | Sphenodon (Tuatara) |
|               | Sphenodon (Tuatara) |

| unnamed | Cynosphenodon       |
|         | Cynosphenodon       |
| unnamed | Sphenodon (Tuatara) |
|         | Sphenodon (Tuatara) |

| unnamed       | Zapatadon |
|               | Zapatadon |
|               | Theretairus |
|               | |
|               | Sphenovipera |
|               | |
| Sphenodontini | \| unnamed \| Cynosphenodon \| \| \| Cynosphenodon \| \| unnamed \| Sphenodon (Tuatara) \| \| \| Sphenodon (Tuatara) \| |
|               | \| unnamed \| Cynosphenodon \| \| \| Cynosphenodon \| \| unnamed \| Sphenodon (Tuatara) \| \| \| Sphenodon (Tuatara) \| |
| unnamed       | Cynosphenodon |
|               | Cynosphenodon |
| unnamed       | Sphenodon (Tuatara) |
|               | Sphenodon (Tuatara) |

| unnamed | Cynosphenodon       |
|         | Cynosphenodon       |
| unnamed | Sphenodon (Tuatara) |
|         | Sphenodon (Tuatara) |

| unnamed       | Zapatadon |
|               | Zapatadon |
|               | Theretairus |
|               | |
|               | Sphenovipera |
|               | |
| Sphenodontini | \| unnamed \| Cynosphenodon \| \| \| Cynosphenodon \| \| unnamed \| Sphenodon (Tuatara) \| \| \| Sphenodon (Tuatara) \| |
|               | \| unnamed \| Cynosphenodon \| \| \| Cynosphenodon \| \| unnamed \| Sphenodon (Tuatara) \| \| \| Sphenodon (Tuatara) \| |
| unnamed       | Cynosphenodon |
|               | Cynosphenodon |
| unnamed       | Sphenodon (Tuatara) |
|               | Sphenodon (Tuatara) |

| unnamed | Cynosphenodon       |
|         | Cynosphenodon       |
| unnamed | Sphenodon (Tuatara) |
|         | Sphenodon (Tuatara) |

| unnamed       | Zapatadon |
|               | Zapatadon |
|               | Theretairus |
|               | |
|               | Sphenovipera |
|               | |
| Sphenodontini | \| unnamed \| Cynosphenodon \| \| \| Cynosphenodon \| \| unnamed \| Sphenodon (Tuatara) \| \| \| Sphenodon (Tuatara) \| |
|               | \| unnamed \| Cynosphenodon \| \| \| Cynosphenodon \| \| unnamed \| Sphenodon (Tuatara) \| \| \| Sphenodon (Tuatara) \| |
| unnamed       | Cynosphenodon |
|               | Cynosphenodon |
| unnamed       | Sphenodon (Tuatara) |
|               | Sphenodon (Tuatara) |

| unnamed | Cynosphenodon       |
|         | Cynosphenodon       |
| unnamed | Sphenodon (Tuatara) |
|         | Sphenodon (Tuatara) |

| unnamed | Toxolophosaurus                                                                                     |
|         | Toxolophosaurus                                                                                     |
| unnamed | \| unnamed \| Priosphenodon \| \| \| Priosphenodon \| \| unnamed \| Eilenodon \| \| \| Eilenodon \| |
|         | \| unnamed \| Priosphenodon \| \| \| Priosphenodon \| \| unnamed \| Eilenodon \| \| \| Eilenodon \| |
| unnamed | Priosphenodon                                                                                       |
|         | Priosphenodon                                                                                       |
| unnamed | Eilenodon                                                                                           |
|         | Eilenodon                                                                                           |

| unnamed | Priosphenodon |
|         | Priosphenodon |
| unnamed | Eilenodon     |
|         | Eilenodon     |

| unnamed | Toxolophosaurus                                                                                     |
|         | Toxolophosaurus                                                                                     |
| unnamed | \| unnamed \| Priosphenodon \| \| \| Priosphenodon \| \| unnamed \| Eilenodon \| \| \| Eilenodon \| |
|         | \| unnamed \| Priosphenodon \| \| \| Priosphenodon \| \| unnamed \| Eilenodon \| \| \| Eilenodon \| |
| unnamed | Priosphenodon                                                                                       |
|         | Priosphenodon                                                                                       |
| unnamed | Eilenodon                                                                                           |
|         | Eilenodon                                                                                           |

| unnamed | Priosphenodon |
|         | Priosphenodon |
| unnamed | Eilenodon     |
|         | Eilenodon     |

| unnamed | Palaeopleurosaurus |
|         | Palaeopleurosaurus |
| unnamed | Pleurosaurus       |
|         | Pleurosaurus       |

| unnamed | Polysphenodon  |
|         | Polysphenodon  |
|         | Brachyrhinodon |
|         |                |
|         | Clevosaurus    |
|         |                |

| unnamed | Sapheosaurus    |
|         | Sapheosaurus    |
| unnamed | Ankylosphenodon |
|         | Ankylosphenodon |

| unnamed       | Zapatadon |
|               | Zapatadon |
|               | Theretairus |
|               | |
|               | Sphenovipera |
|               | |
| Sphenodontini | \| unnamed \| Cynosphenodon \| \| \| Cynosphenodon \| \| unnamed \| Sphenodon (Tuatara) \| \| \| Sphenodon (Tuatara) \| |
|               | \| unnamed \| Cynosphenodon \| \| \| Cynosphenodon \| \| unnamed \| Sphenodon (Tuatara) \| \| \| Sphenodon (Tuatara) \| |
| unnamed       | Cynosphenodon |
|               | Cynosphenodon |
| unnamed       | Sphenodon (Tuatara) |
|               | Sphenodon (Tuatara) |

| unnamed | Cynosphenodon       |
|         | Cynosphenodon       |
| unnamed | Sphenodon (Tuatara) |
|         | Sphenodon (Tuatara) |

| unnamed       | Zapatadon |
|               | Zapatadon |
|               | Theretairus |
|               | |
|               | Sphenovipera |
|               | |
| Sphenodontini | \| unnamed \| Cynosphenodon \| \| \| Cynosphenodon \| \| unnamed \| Sphenodon (Tuatara) \| \| \| Sphenodon (Tuatara) \| |
|               | \| unnamed \| Cynosphenodon \| \| \| Cynosphenodon \| \| unnamed \| Sphenodon (Tuatara) \| \| \| Sphenodon (Tuatara) \| |
| unnamed       | Cynosphenodon |
|               | Cynosphenodon |
| unnamed       | Sphenodon (Tuatara) |
|               | Sphenodon (Tuatara) |

| unnamed | Cynosphenodon       |
|         | Cynosphenodon       |
| unnamed | Sphenodon (Tuatara) |
|         | Sphenodon (Tuatara) |

| unnamed       | Zapatadon |
|               | Zapatadon |
|               | Theretairus |
|               | |
|               | Sphenovipera |
|               | |
| Sphenodontini | \| unnamed \| Cynosphenodon \| \| \| Cynosphenodon \| \| unnamed \| Sphenodon (Tuatara) \| \| \| Sphenodon (Tuatara) \| |
|               | \| unnamed \| Cynosphenodon \| \| \| Cynosphenodon \| \| unnamed \| Sphenodon (Tuatara) \| \| \| Sphenodon (Tuatara) \| |
| unnamed       | Cynosphenodon |
|               | Cynosphenodon |
| unnamed       | Sphenodon (Tuatara) |
|               | Sphenodon (Tuatara) |

| unnamed | Cynosphenodon       |
|         | Cynosphenodon       |
| unnamed | Sphenodon (Tuatara) |
|         | Sphenodon (Tuatara) |

| unnamed       | Zapatadon |
|               | Zapatadon |
|               | Theretairus |
|               | |
|               | Sphenovipera |
|               | |
| Sphenodontini | \| unnamed \| Cynosphenodon \| \| \| Cynosphenodon \| \| unnamed \| Sphenodon (Tuatara) \| \| \| Sphenodon (Tuatara) \| |
|               | \| unnamed \| Cynosphenodon \| \| \| Cynosphenodon \| \| unnamed \| Sphenodon (Tuatara) \| \| \| Sphenodon (Tuatara) \| |
| unnamed       | Cynosphenodon |
|               | Cynosphenodon |
| unnamed       | Sphenodon (Tuatara) |
|               | Sphenodon (Tuatara) |

| unnamed | Cynosphenodon       |
|         | Cynosphenodon       |
| unnamed | Sphenodon (Tuatara) |
|         | Sphenodon (Tuatara) |

| unnamed | Toxolophosaurus                                                                                     |
|         | Toxolophosaurus                                                                                     |
| unnamed | \| unnamed \| Priosphenodon \| \| \| Priosphenodon \| \| unnamed \| Eilenodon \| \| \| Eilenodon \| |
|         | \| unnamed \| Priosphenodon \| \| \| Priosphenodon \| \| unnamed \| Eilenodon \| \| \| Eilenodon \| |
| unnamed | Priosphenodon                                                                                       |
|         | Priosphenodon                                                                                       |
| unnamed | Eilenodon                                                                                           |
|         | Eilenodon                                                                                           |

| unnamed | Priosphenodon |
|         | Priosphenodon |
| unnamed | Eilenodon     |
|         | Eilenodon     |

| unnamed | Toxolophosaurus                                                                                     |
|         | Toxolophosaurus                                                                                     |
| unnamed | \| unnamed \| Priosphenodon \| \| \| Priosphenodon \| \| unnamed \| Eilenodon \| \| \| Eilenodon \| |
|         | \| unnamed \| Priosphenodon \| \| \| Priosphenodon \| \| unnamed \| Eilenodon \| \| \| Eilenodon \| |
| unnamed | Priosphenodon                                                                                       |
|         | Priosphenodon                                                                                       |
| unnamed | Eilenodon                                                                                           |
|         | Eilenodon                                                                                           |

| unnamed | Priosphenodon |
|         | Priosphenodon |
| unnamed | Eilenodon     |
|         | Eilenodon     |

| unnamed | Sapheosaurus    |
|         | Sapheosaurus    |
| unnamed | Ankylosphenodon |
|         | Ankylosphenodon |

| unnamed       | Zapatadon |
|               | Zapatadon |
|               | Theretairus |
|               | |
|               | Sphenovipera |
|               | |
| Sphenodontini | \| unnamed \| Cynosphenodon \| \| \| Cynosphenodon \| \| unnamed \| Sphenodon (Tuatara) \| \| \| Sphenodon (Tuatara) \| |
|               | \| unnamed \| Cynosphenodon \| \| \| Cynosphenodon \| \| unnamed \| Sphenodon (Tuatara) \| \| \| Sphenodon (Tuatara) \| |
| unnamed       | Cynosphenodon |
|               | Cynosphenodon |
| unnamed       | Sphenodon (Tuatara) |
|               | Sphenodon (Tuatara) |

| unnamed | Cynosphenodon       |
|         | Cynosphenodon       |
| unnamed | Sphenodon (Tuatara) |
|         | Sphenodon (Tuatara) |

| unnamed       | Zapatadon |
|               | Zapatadon |
|               | Theretairus |
|               | |
|               | Sphenovipera |
|               | |
| Sphenodontini | \| unnamed \| Cynosphenodon \| \| \| Cynosphenodon \| \| unnamed \| Sphenodon (Tuatara) \| \| \| Sphenodon (Tuatara) \| |
|               | \| unnamed \| Cynosphenodon \| \| \| Cynosphenodon \| \| unnamed \| Sphenodon (Tuatara) \| \| \| Sphenodon (Tuatara) \| |
| unnamed       | Cynosphenodon |
|               | Cynosphenodon |
| unnamed       | Sphenodon (Tuatara) |
|               | Sphenodon (Tuatara) |

| unnamed | Cynosphenodon       |
|         | Cynosphenodon       |
| unnamed | Sphenodon (Tuatara) |
|         | Sphenodon (Tuatara) |

| unnamed       | Zapatadon |
|               | Zapatadon |
|               | Theretairus |
|               | |
|               | Sphenovipera |
|               | |
| Sphenodontini | \| unnamed \| Cynosphenodon \| \| \| Cynosphenodon \| \| unnamed \| Sphenodon (Tuatara) \| \| \| Sphenodon (Tuatara) \| |
|               | \| unnamed \| Cynosphenodon \| \| \| Cynosphenodon \| \| unnamed \| Sphenodon (Tuatara) \| \| \| Sphenodon (Tuatara) \| |
| unnamed       | Cynosphenodon |
|               | Cynosphenodon |
| unnamed       | Sphenodon (Tuatara) |
|               | Sphenodon (Tuatara) |

| unnamed | Cynosphenodon       |
|         | Cynosphenodon       |
| unnamed | Sphenodon (Tuatara) |
|         | Sphenodon (Tuatara) |

| unnamed       | Zapatadon |
|               | Zapatadon |
|               | Theretairus |
|               | |
|               | Sphenovipera |
|               | |
| Sphenodontini | \| unnamed \| Cynosphenodon \| \| \| Cynosphenodon \| \| unnamed \| Sphenodon (Tuatara) \| \| \| Sphenodon (Tuatara) \| |
|               | \| unnamed \| Cynosphenodon \| \| \| Cynosphenodon \| \| unnamed \| Sphenodon (Tuatara) \| \| \| Sphenodon (Tuatara) \| |
| unnamed       | Cynosphenodon |
|               | Cynosphenodon |
| unnamed       | Sphenodon (Tuatara) |
|               | Sphenodon (Tuatara) |

| unnamed | Cynosphenodon       |
|         | Cynosphenodon       |
| unnamed | Sphenodon (Tuatara) |
|         | Sphenodon (Tuatara) |

| unnamed | Toxolophosaurus                                                                                     |
|         | Toxolophosaurus                                                                                     |
| unnamed | \| unnamed \| Priosphenodon \| \| \| Priosphenodon \| \| unnamed \| Eilenodon \| \| \| Eilenodon \| |
|         | \| unnamed \| Priosphenodon \| \| \| Priosphenodon \| \| unnamed \| Eilenodon \| \| \| Eilenodon \| |
| unnamed | Priosphenodon                                                                                       |
|         | Priosphenodon                                                                                       |
| unnamed | Eilenodon                                                                                           |
|         | Eilenodon                                                                                           |

| unnamed | Priosphenodon |
|         | Priosphenodon |
| unnamed | Eilenodon     |
|         | Eilenodon     |

| unnamed | Toxolophosaurus                                                                                     |
|         | Toxolophosaurus                                                                                     |
| unnamed | \| unnamed \| Priosphenodon \| \| \| Priosphenodon \| \| unnamed \| Eilenodon \| \| \| Eilenodon \| |
|         | \| unnamed \| Priosphenodon \| \| \| Priosphenodon \| \| unnamed \| Eilenodon \| \| \| Eilenodon \| |
| unnamed | Priosphenodon                                                                                       |
|         | Priosphenodon                                                                                       |
| unnamed | Eilenodon                                                                                           |
|         | Eilenodon                                                                                           |

| unnamed | Priosphenodon |
|         | Priosphenodon |
| unnamed | Eilenodon     |
|         | Eilenodon     |

| unnamed | Polysphenodon  |
|         | Polysphenodon  |
|         | Brachyrhinodon |
|         |                |
|         | Clevosaurus    |
|         |                |

| unnamed | Sapheosaurus    |
|         | Sapheosaurus    |
| unnamed | Ankylosphenodon |
|         | Ankylosphenodon |

| unnamed       | Zapatadon |
|               | Zapatadon |
|               | Theretairus |
|               | |
|               | Sphenovipera |
|               | |
| Sphenodontini | \| unnamed \| Cynosphenodon \| \| \| Cynosphenodon \| \| unnamed \| Sphenodon (Tuatara) \| \| \| Sphenodon (Tuatara) \| |
|               | \| unnamed \| Cynosphenodon \| \| \| Cynosphenodon \| \| unnamed \| Sphenodon (Tuatara) \| \| \| Sphenodon (Tuatara) \| |
| unnamed       | Cynosphenodon |
|               | Cynosphenodon |
| unnamed       | Sphenodon (Tuatara) |
|               | Sphenodon (Tuatara) |

| unnamed | Cynosphenodon       |
|         | Cynosphenodon       |
| unnamed | Sphenodon (Tuatara) |
|         | Sphenodon (Tuatara) |

| unnamed       | Zapatadon |
|               | Zapatadon |
|               | Theretairus |
|               | |
|               | Sphenovipera |
|               | |
| Sphenodontini | \| unnamed \| Cynosphenodon \| \| \| Cynosphenodon \| \| unnamed \| Sphenodon (Tuatara) \| \| \| Sphenodon (Tuatara) \| |
|               | \| unnamed \| Cynosphenodon \| \| \| Cynosphenodon \| \| unnamed \| Sphenodon (Tuatara) \| \| \| Sphenodon (Tuatara) \| |
| unnamed       | Cynosphenodon |
|               | Cynosphenodon |
| unnamed       | Sphenodon (Tuatara) |
|               | Sphenodon (Tuatara) |

| unnamed | Cynosphenodon       |
|         | Cynosphenodon       |
| unnamed | Sphenodon (Tuatara) |
|         | Sphenodon (Tuatara) |

| unnamed       | Zapatadon |
|               | Zapatadon |
|               | Theretairus |
|               | |
|               | Sphenovipera |
|               | |
| Sphenodontini | \| unnamed \| Cynosphenodon \| \| \| Cynosphenodon \| \| unnamed \| Sphenodon (Tuatara) \| \| \| Sphenodon (Tuatara) \| |
|               | \| unnamed \| Cynosphenodon \| \| \| Cynosphenodon \| \| unnamed \| Sphenodon (Tuatara) \| \| \| Sphenodon (Tuatara) \| |
| unnamed       | Cynosphenodon |
|               | Cynosphenodon |
| unnamed       | Sphenodon (Tuatara) |
|               | Sphenodon (Tuatara) |

| unnamed | Cynosphenodon       |
|         | Cynosphenodon       |
| unnamed | Sphenodon (Tuatara) |
|         | Sphenodon (Tuatara) |

| unnamed       | Zapatadon |
|               | Zapatadon |
|               | Theretairus |
|               | |
|               | Sphenovipera |
|               | |
| Sphenodontini | \| unnamed \| Cynosphenodon \| \| \| Cynosphenodon \| \| unnamed \| Sphenodon (Tuatara) \| \| \| Sphenodon (Tuatara) \| |
|               | \| unnamed \| Cynosphenodon \| \| \| Cynosphenodon \| \| unnamed \| Sphenodon (Tuatara) \| \| \| Sphenodon (Tuatara) \| |
| unnamed       | Cynosphenodon |
|               | Cynosphenodon |
| unnamed       | Sphenodon (Tuatara) |
|               | Sphenodon (Tuatara) |

| unnamed | Cynosphenodon       |
|         | Cynosphenodon       |
| unnamed | Sphenodon (Tuatara) |
|         | Sphenodon (Tuatara) |

| unnamed | Toxolophosaurus                                                                                     |
|         | Toxolophosaurus                                                                                     |
| unnamed | \| unnamed \| Priosphenodon \| \| \| Priosphenodon \| \| unnamed \| Eilenodon \| \| \| Eilenodon \| |
|         | \| unnamed \| Priosphenodon \| \| \| Priosphenodon \| \| unnamed \| Eilenodon \| \| \| Eilenodon \| |
| unnamed | Priosphenodon                                                                                       |
|         | Priosphenodon                                                                                       |
| unnamed | Eilenodon                                                                                           |
|         | Eilenodon                                                                                           |

| unnamed | Priosphenodon |
|         | Priosphenodon |
| unnamed | Eilenodon     |
|         | Eilenodon     |

| unnamed | Toxolophosaurus                                                                                     |
|         | Toxolophosaurus                                                                                     |
| unnamed | \| unnamed \| Priosphenodon \| \| \| Priosphenodon \| \| unnamed \| Eilenodon \| \| \| Eilenodon \| |
|         | \| unnamed \| Priosphenodon \| \| \| Priosphenodon \| \| unnamed \| Eilenodon \| \| \| Eilenodon \| |
| unnamed | Priosphenodon                                                                                       |
|         | Priosphenodon                                                                                       |
| unnamed | Eilenodon                                                                                           |
|         | Eilenodon                                                                                           |

| unnamed | Priosphenodon |
|         | Priosphenodon |
| unnamed | Eilenodon     |
|         | Eilenodon     |

| unnamed | Sapheosaurus    |
|         | Sapheosaurus    |
| unnamed | Ankylosphenodon |
|         | Ankylosphenodon |

| unnamed       | Zapatadon |
|               | Zapatadon |
|               | Theretairus |
|               | |
|               | Sphenovipera |
|               | |
| Sphenodontini | \| unnamed \| Cynosphenodon \| \| \| Cynosphenodon \| \| unnamed \| Sphenodon (Tuatara) \| \| \| Sphenodon (Tuatara) \| |
|               | \| unnamed \| Cynosphenodon \| \| \| Cynosphenodon \| \| unnamed \| Sphenodon (Tuatara) \| \| \| Sphenodon (Tuatara) \| |
| unnamed       | Cynosphenodon |
|               | Cynosphenodon |
| unnamed       | Sphenodon (Tuatara) |
|               | Sphenodon (Tuatara) |

| unnamed | Cynosphenodon       |
|         | Cynosphenodon       |
| unnamed | Sphenodon (Tuatara) |
|         | Sphenodon (Tuatara) |

| unnamed       | Zapatadon |
|               | Zapatadon |
|               | Theretairus |
|               | |
|               | Sphenovipera |
|               | |
| Sphenodontini | \| unnamed \| Cynosphenodon \| \| \| Cynosphenodon \| \| unnamed \| Sphenodon (Tuatara) \| \| \| Sphenodon (Tuatara) \| |
|               | \| unnamed \| Cynosphenodon \| \| \| Cynosphenodon \| \| unnamed \| Sphenodon (Tuatara) \| \| \| Sphenodon (Tuatara) \| |
| unnamed       | Cynosphenodon |
|               | Cynosphenodon |
| unnamed       | Sphenodon (Tuatara) |
|               | Sphenodon (Tuatara) |

| unnamed | Cynosphenodon       |
|         | Cynosphenodon       |
| unnamed | Sphenodon (Tuatara) |
|         | Sphenodon (Tuatara) |

| unnamed       | Zapatadon |
|               | Zapatadon |
|               | Theretairus |
|               | |
|               | Sphenovipera |
|               | |
| Sphenodontini | \| unnamed \| Cynosphenodon \| \| \| Cynosphenodon \| \| unnamed \| Sphenodon (Tuatara) \| \| \| Sphenodon (Tuatara) \| |
|               | \| unnamed \| Cynosphenodon \| \| \| Cynosphenodon \| \| unnamed \| Sphenodon (Tuatara) \| \| \| Sphenodon (Tuatara) \| |
| unnamed       | Cynosphenodon |
|               | Cynosphenodon |
| unnamed       | Sphenodon (Tuatara) |
|               | Sphenodon (Tuatara) |

| unnamed | Cynosphenodon       |
|         | Cynosphenodon       |
| unnamed | Sphenodon (Tuatara) |
|         | Sphenodon (Tuatara) |

| unnamed       | Zapatadon |
|               | Zapatadon |
|               | Theretairus |
|               | |
|               | Sphenovipera |
|               | |
| Sphenodontini | \| unnamed \| Cynosphenodon \| \| \| Cynosphenodon \| \| unnamed \| Sphenodon (Tuatara) \| \| \| Sphenodon (Tuatara) \| |
|               | \| unnamed \| Cynosphenodon \| \| \| Cynosphenodon \| \| unnamed \| Sphenodon (Tuatara) \| \| \| Sphenodon (Tuatara) \| |
| unnamed       | Cynosphenodon |
|               | Cynosphenodon |
| unnamed       | Sphenodon (Tuatara) |
|               | Sphenodon (Tuatara) |

| unnamed | Cynosphenodon       |
|         | Cynosphenodon       |
| unnamed | Sphenodon (Tuatara) |
|         | Sphenodon (Tuatara) |

| unnamed | Toxolophosaurus                                                                                     |
|         | Toxolophosaurus                                                                                     |
| unnamed | \| unnamed \| Priosphenodon \| \| \| Priosphenodon \| \| unnamed \| Eilenodon \| \| \| Eilenodon \| |
|         | \| unnamed \| Priosphenodon \| \| \| Priosphenodon \| \| unnamed \| Eilenodon \| \| \| Eilenodon \| |
| unnamed | Priosphenodon                                                                                       |
|         | Priosphenodon                                                                                       |
| unnamed | Eilenodon                                                                                           |
|         | Eilenodon                                                                                           |

| unnamed | Priosphenodon |
|         | Priosphenodon |
| unnamed | Eilenodon     |
|         | Eilenodon     |

| unnamed | Toxolophosaurus                                                                                     |
|         | Toxolophosaurus                                                                                     |
| unnamed | \| unnamed \| Priosphenodon \| \| \| Priosphenodon \| \| unnamed \| Eilenodon \| \| \| Eilenodon \| |
|         | \| unnamed \| Priosphenodon \| \| \| Priosphenodon \| \| unnamed \| Eilenodon \| \| \| Eilenodon \| |
| unnamed | Priosphenodon                                                                                       |
|         | Priosphenodon                                                                                       |
| unnamed | Eilenodon                                                                                           |
|         | Eilenodon                                                                                           |

| unnamed | Priosphenodon |
|         | Priosphenodon |
| unnamed | Eilenodon     |
|         | Eilenodon     |

| unnamed | Palaeopleurosaurus |
|         | Palaeopleurosaurus |
| unnamed | Pleurosaurus       |
|         | Pleurosaurus       |

| unnamed | Polysphenodon  |
|         | Polysphenodon  |
|         | Brachyrhinodon |
|         |                |
|         | Clevosaurus    |
|         |                |

| unnamed | Sapheosaurus    |
|         | Sapheosaurus    |
| unnamed | Ankylosphenodon |
|         | Ankylosphenodon |

| unnamed       | Zapatadon |
|               | Zapatadon |
|               | Theretairus |
|               | |
|               | Sphenovipera |
|               | |
| Sphenodontini | \| unnamed \| Cynosphenodon \| \| \| Cynosphenodon \| \| unnamed \| Sphenodon (Tuatara) \| \| \| Sphenodon (Tuatara) \| |
|               | \| unnamed \| Cynosphenodon \| \| \| Cynosphenodon \| \| unnamed \| Sphenodon (Tuatara) \| \| \| Sphenodon (Tuatara) \| |
| unnamed       | Cynosphenodon |
|               | Cynosphenodon |
| unnamed       | Sphenodon (Tuatara) |
|               | Sphenodon (Tuatara) |

| unnamed | Cynosphenodon       |
|         | Cynosphenodon       |
| unnamed | Sphenodon (Tuatara) |
|         | Sphenodon (Tuatara) |

| unnamed       | Zapatadon |
|               | Zapatadon |
|               | Theretairus |
|               | |
|               | Sphenovipera |
|               | |
| Sphenodontini | \| unnamed \| Cynosphenodon \| \| \| Cynosphenodon \| \| unnamed \| Sphenodon (Tuatara) \| \| \| Sphenodon (Tuatara) \| |
|               | \| unnamed \| Cynosphenodon \| \| \| Cynosphenodon \| \| unnamed \| Sphenodon (Tuatara) \| \| \| Sphenodon (Tuatara) \| |
| unnamed       | Cynosphenodon |
|               | Cynosphenodon |
| unnamed       | Sphenodon (Tuatara) |
|               | Sphenodon (Tuatara) |

| unnamed | Cynosphenodon       |
|         | Cynosphenodon       |
| unnamed | Sphenodon (Tuatara) |
|         | Sphenodon (Tuatara) |

| unnamed       | Zapatadon |
|               | Zapatadon |
|               | Theretairus |
|               | |
|               | Sphenovipera |
|               | |
| Sphenodontini | \| unnamed \| Cynosphenodon \| \| \| Cynosphenodon \| \| unnamed \| Sphenodon (Tuatara) \| \| \| Sphenodon (Tuatara) \| |
|               | \| unnamed \| Cynosphenodon \| \| \| Cynosphenodon \| \| unnamed \| Sphenodon (Tuatara) \| \| \| Sphenodon (Tuatara) \| |
| unnamed       | Cynosphenodon |
|               | Cynosphenodon |
| unnamed       | Sphenodon (Tuatara) |
|               | Sphenodon (Tuatara) |

| unnamed | Cynosphenodon       |
|         | Cynosphenodon       |
| unnamed | Sphenodon (Tuatara) |
|         | Sphenodon (Tuatara) |

| unnamed       | Zapatadon |
|               | Zapatadon |
|               | Theretairus |
|               | |
|               | Sphenovipera |
|               | |
| Sphenodontini | \| unnamed \| Cynosphenodon \| \| \| Cynosphenodon \| \| unnamed \| Sphenodon (Tuatara) \| \| \| Sphenodon (Tuatara) \| |
|               | \| unnamed \| Cynosphenodon \| \| \| Cynosphenodon \| \| unnamed \| Sphenodon (Tuatara) \| \| \| Sphenodon (Tuatara) \| |
| unnamed       | Cynosphenodon |
|               | Cynosphenodon |
| unnamed       | Sphenodon (Tuatara) |
|               | Sphenodon (Tuatara) |

| unnamed | Cynosphenodon       |
|         | Cynosphenodon       |
| unnamed | Sphenodon (Tuatara) |
|         | Sphenodon (Tuatara) |

| unnamed | Toxolophosaurus                                                                                     |
|         | Toxolophosaurus                                                                                     |
| unnamed | \| unnamed \| Priosphenodon \| \| \| Priosphenodon \| \| unnamed \| Eilenodon \| \| \| Eilenodon \| |
|         | \| unnamed \| Priosphenodon \| \| \| Priosphenodon \| \| unnamed \| Eilenodon \| \| \| Eilenodon \| |
| unnamed | Priosphenodon                                                                                       |
|         | Priosphenodon                                                                                       |
| unnamed | Eilenodon                                                                                           |
|         | Eilenodon                                                                                           |

| unnamed | Priosphenodon |
|         | Priosphenodon |
| unnamed | Eilenodon     |
|         | Eilenodon     |

| unnamed | Toxolophosaurus                                                                                     |
|         | Toxolophosaurus                                                                                     |
| unnamed | \| unnamed \| Priosphenodon \| \| \| Priosphenodon \| \| unnamed \| Eilenodon \| \| \| Eilenodon \| |
|         | \| unnamed \| Priosphenodon \| \| \| Priosphenodon \| \| unnamed \| Eilenodon \| \| \| Eilenodon \| |
| unnamed | Priosphenodon                                                                                       |
|         | Priosphenodon                                                                                       |
| unnamed | Eilenodon                                                                                           |
|         | Eilenodon                                                                                           |

| unnamed | Priosphenodon |
|         | Priosphenodon |
| unnamed | Eilenodon     |
|         | Eilenodon     |

| unnamed | Sapheosaurus    |
|         | Sapheosaurus    |
| unnamed | Ankylosphenodon |
|         | Ankylosphenodon |

| unnamed       | Zapatadon |
|               | Zapatadon |
|               | Theretairus |
|               | |
|               | Sphenovipera |
|               | |
| Sphenodontini | \| unnamed \| Cynosphenodon \| \| \| Cynosphenodon \| \| unnamed \| Sphenodon (Tuatara) \| \| \| Sphenodon (Tuatara) \| |
|               | \| unnamed \| Cynosphenodon \| \| \| Cynosphenodon \| \| unnamed \| Sphenodon (Tuatara) \| \| \| Sphenodon (Tuatara) \| |
| unnamed       | Cynosphenodon |
|               | Cynosphenodon |
| unnamed       | Sphenodon (Tuatara) |
|               | Sphenodon (Tuatara) |

| unnamed | Cynosphenodon       |
|         | Cynosphenodon       |
| unnamed | Sphenodon (Tuatara) |
|         | Sphenodon (Tuatara) |

| unnamed       | Zapatadon |
|               | Zapatadon |
|               | Theretairus |
|               | |
|               | Sphenovipera |
|               | |
| Sphenodontini | \| unnamed \| Cynosphenodon \| \| \| Cynosphenodon \| \| unnamed \| Sphenodon (Tuatara) \| \| \| Sphenodon (Tuatara) \| |
|               | \| unnamed \| Cynosphenodon \| \| \| Cynosphenodon \| \| unnamed \| Sphenodon (Tuatara) \| \| \| Sphenodon (Tuatara) \| |
| unnamed       | Cynosphenodon |
|               | Cynosphenodon |
| unnamed       | Sphenodon (Tuatara) |
|               | Sphenodon (Tuatara) |

| unnamed | Cynosphenodon       |
|         | Cynosphenodon       |
| unnamed | Sphenodon (Tuatara) |
|         | Sphenodon (Tuatara) |

| unnamed       | Zapatadon |
|               | Zapatadon |
|               | Theretairus |
|               | |
|               | Sphenovipera |
|               | |
| Sphenodontini | \| unnamed \| Cynosphenodon \| \| \| Cynosphenodon \| \| unnamed \| Sphenodon (Tuatara) \| \| \| Sphenodon (Tuatara) \| |
|               | \| unnamed \| Cynosphenodon \| \| \| Cynosphenodon \| \| unnamed \| Sphenodon (Tuatara) \| \| \| Sphenodon (Tuatara) \| |
| unnamed       | Cynosphenodon |
|               | Cynosphenodon |
| unnamed       | Sphenodon (Tuatara) |
|               | Sphenodon (Tuatara) |

| unnamed | Cynosphenodon       |
|         | Cynosphenodon       |
| unnamed | Sphenodon (Tuatara) |
|         | Sphenodon (Tuatara) |

| unnamed       | Zapatadon |
|               | Zapatadon |
|               | Theretairus |
|               | |
|               | Sphenovipera |
|               | |
| Sphenodontini | \| unnamed \| Cynosphenodon \| \| \| Cynosphenodon \| \| unnamed \| Sphenodon (Tuatara) \| \| \| Sphenodon (Tuatara) \| |
|               | \| unnamed \| Cynosphenodon \| \| \| Cynosphenodon \| \| unnamed \| Sphenodon (Tuatara) \| \| \| Sphenodon (Tuatara) \| |
| unnamed       | Cynosphenodon |
|               | Cynosphenodon |
| unnamed       | Sphenodon (Tuatara) |
|               | Sphenodon (Tuatara) |

| unnamed | Cynosphenodon       |
|         | Cynosphenodon       |
| unnamed | Sphenodon (Tuatara) |
|         | Sphenodon (Tuatara) |

| unnamed | Toxolophosaurus                                                                                     |
|         | Toxolophosaurus                                                                                     |
| unnamed | \| unnamed \| Priosphenodon \| \| \| Priosphenodon \| \| unnamed \| Eilenodon \| \| \| Eilenodon \| |
|         | \| unnamed \| Priosphenodon \| \| \| Priosphenodon \| \| unnamed \| Eilenodon \| \| \| Eilenodon \| |
| unnamed | Priosphenodon                                                                                       |
|         | Priosphenodon                                                                                       |
| unnamed | Eilenodon                                                                                           |
|         | Eilenodon                                                                                           |

| unnamed | Priosphenodon |
|         | Priosphenodon |
| unnamed | Eilenodon     |
|         | Eilenodon     |

| unnamed | Toxolophosaurus                                                                                     |
|         | Toxolophosaurus                                                                                     |
| unnamed | \| unnamed \| Priosphenodon \| \| \| Priosphenodon \| \| unnamed \| Eilenodon \| \| \| Eilenodon \| |
|         | \| unnamed \| Priosphenodon \| \| \| Priosphenodon \| \| unnamed \| Eilenodon \| \| \| Eilenodon \| |
| unnamed | Priosphenodon                                                                                       |
|         | Priosphenodon                                                                                       |
| unnamed | Eilenodon                                                                                           |
|         | Eilenodon                                                                                           |

| unnamed | Priosphenodon |
|         | Priosphenodon |
| unnamed | Eilenodon     |
|         | Eilenodon     |

| unnamed | Polysphenodon  |
|         | Polysphenodon  |
|         | Brachyrhinodon |
|         |                |
|         | Clevosaurus    |
|         |                |

| unnamed | Sapheosaurus    |
|         | Sapheosaurus    |
| unnamed | Ankylosphenodon |
|         | Ankylosphenodon |

| unnamed       | Zapatadon |
|               | Zapatadon |
|               | Theretairus |
|               | |
|               | Sphenovipera |
|               | |
| Sphenodontini | \| unnamed \| Cynosphenodon \| \| \| Cynosphenodon \| \| unnamed \| Sphenodon (Tuatara) \| \| \| Sphenodon (Tuatara) \| |
|               | \| unnamed \| Cynosphenodon \| \| \| Cynosphenodon \| \| unnamed \| Sphenodon (Tuatara) \| \| \| Sphenodon (Tuatara) \| |
| unnamed       | Cynosphenodon |
|               | Cynosphenodon |
| unnamed       | Sphenodon (Tuatara) |
|               | Sphenodon (Tuatara) |

| unnamed | Cynosphenodon       |
|         | Cynosphenodon       |
| unnamed | Sphenodon (Tuatara) |
|         | Sphenodon (Tuatara) |

| unnamed       | Zapatadon |
|               | Zapatadon |
|               | Theretairus |
|               | |
|               | Sphenovipera |
|               | |
| Sphenodontini | \| unnamed \| Cynosphenodon \| \| \| Cynosphenodon \| \| unnamed \| Sphenodon (Tuatara) \| \| \| Sphenodon (Tuatara) \| |
|               | \| unnamed \| Cynosphenodon \| \| \| Cynosphenodon \| \| unnamed \| Sphenodon (Tuatara) \| \| \| Sphenodon (Tuatara) \| |
| unnamed       | Cynosphenodon |
|               | Cynosphenodon |
| unnamed       | Sphenodon (Tuatara) |
|               | Sphenodon (Tuatara) |

| unnamed | Cynosphenodon       |
|         | Cynosphenodon       |
| unnamed | Sphenodon (Tuatara) |
|         | Sphenodon (Tuatara) |

| unnamed       | Zapatadon |
|               | Zapatadon |
|               | Theretairus |
|               | |
|               | Sphenovipera |
|               | |
| Sphenodontini | \| unnamed \| Cynosphenodon \| \| \| Cynosphenodon \| \| unnamed \| Sphenodon (Tuatara) \| \| \| Sphenodon (Tuatara) \| |
|               | \| unnamed \| Cynosphenodon \| \| \| Cynosphenodon \| \| unnamed \| Sphenodon (Tuatara) \| \| \| Sphenodon (Tuatara) \| |
| unnamed       | Cynosphenodon |
|               | Cynosphenodon |
| unnamed       | Sphenodon (Tuatara) |
|               | Sphenodon (Tuatara) |

| unnamed | Cynosphenodon       |
|         | Cynosphenodon       |
| unnamed | Sphenodon (Tuatara) |
|         | Sphenodon (Tuatara) |

| unnamed       | Zapatadon |
|               | Zapatadon |
|               | Theretairus |
|               | |
|               | Sphenovipera |
|               | |
| Sphenodontini | \| unnamed \| Cynosphenodon \| \| \| Cynosphenodon \| \| unnamed \| Sphenodon (Tuatara) \| \| \| Sphenodon (Tuatara) \| |
|               | \| unnamed \| Cynosphenodon \| \| \| Cynosphenodon \| \| unnamed \| Sphenodon (Tuatara) \| \| \| Sphenodon (Tuatara) \| |
| unnamed       | Cynosphenodon |
|               | Cynosphenodon |
| unnamed       | Sphenodon (Tuatara) |
|               | Sphenodon (Tuatara) |

| unnamed | Cynosphenodon       |
|         | Cynosphenodon       |
| unnamed | Sphenodon (Tuatara) |
|         | Sphenodon (Tuatara) |

| unnamed | Toxolophosaurus                                                                                     |
|         | Toxolophosaurus                                                                                     |
| unnamed | \| unnamed \| Priosphenodon \| \| \| Priosphenodon \| \| unnamed \| Eilenodon \| \| \| Eilenodon \| |
|         | \| unnamed \| Priosphenodon \| \| \| Priosphenodon \| \| unnamed \| Eilenodon \| \| \| Eilenodon \| |
| unnamed | Priosphenodon                                                                                       |
|         | Priosphenodon                                                                                       |
| unnamed | Eilenodon                                                                                           |
|         | Eilenodon                                                                                           |

| unnamed | Priosphenodon |
|         | Priosphenodon |
| unnamed | Eilenodon     |
|         | Eilenodon     |

| unnamed | Toxolophosaurus                                                                                     |
|         | Toxolophosaurus                                                                                     |
| unnamed | \| unnamed \| Priosphenodon \| \| \| Priosphenodon \| \| unnamed \| Eilenodon \| \| \| Eilenodon \| |
|         | \| unnamed \| Priosphenodon \| \| \| Priosphenodon \| \| unnamed \| Eilenodon \| \| \| Eilenodon \| |
| unnamed | Priosphenodon                                                                                       |
|         | Priosphenodon                                                                                       |
| unnamed | Eilenodon                                                                                           |
|         | Eilenodon                                                                                           |

| unnamed | Priosphenodon |
|         | Priosphenodon |
| unnamed | Eilenodon     |
|         | Eilenodon     |

| unnamed | Sapheosaurus    |
|         | Sapheosaurus    |
| unnamed | Ankylosphenodon |
|         | Ankylosphenodon |

| unnamed       | Zapatadon |
|               | Zapatadon |
|               | Theretairus |
|               | |
|               | Sphenovipera |
|               | |
| Sphenodontini | \| unnamed \| Cynosphenodon \| \| \| Cynosphenodon \| \| unnamed \| Sphenodon (Tuatara) \| \| \| Sphenodon (Tuatara) \| |
|               | \| unnamed \| Cynosphenodon \| \| \| Cynosphenodon \| \| unnamed \| Sphenodon (Tuatara) \| \| \| Sphenodon (Tuatara) \| |
| unnamed       | Cynosphenodon |
|               | Cynosphenodon |
| unnamed       | Sphenodon (Tuatara) |
|               | Sphenodon (Tuatara) |

| unnamed | Cynosphenodon       |
|         | Cynosphenodon       |
| unnamed | Sphenodon (Tuatara) |
|         | Sphenodon (Tuatara) |

| unnamed       | Zapatadon |
|               | Zapatadon |
|               | Theretairus |
|               | |
|               | Sphenovipera |
|               | |
| Sphenodontini | \| unnamed \| Cynosphenodon \| \| \| Cynosphenodon \| \| unnamed \| Sphenodon (Tuatara) \| \| \| Sphenodon (Tuatara) \| |
|               | \| unnamed \| Cynosphenodon \| \| \| Cynosphenodon \| \| unnamed \| Sphenodon (Tuatara) \| \| \| Sphenodon (Tuatara) \| |
| unnamed       | Cynosphenodon |
|               | Cynosphenodon |
| unnamed       | Sphenodon (Tuatara) |
|               | Sphenodon (Tuatara) |

| unnamed | Cynosphenodon       |
|         | Cynosphenodon       |
| unnamed | Sphenodon (Tuatara) |
|         | Sphenodon (Tuatara) |

| unnamed       | Zapatadon |
|               | Zapatadon |
|               | Theretairus |
|               | |
|               | Sphenovipera |
|               | |
| Sphenodontini | \| unnamed \| Cynosphenodon \| \| \| Cynosphenodon \| \| unnamed \| Sphenodon (Tuatara) \| \| \| Sphenodon (Tuatara) \| |
|               | \| unnamed \| Cynosphenodon \| \| \| Cynosphenodon \| \| unnamed \| Sphenodon (Tuatara) \| \| \| Sphenodon (Tuatara) \| |
| unnamed       | Cynosphenodon |
|               | Cynosphenodon |
| unnamed       | Sphenodon (Tuatara) |
|               | Sphenodon (Tuatara) |

| unnamed | Cynosphenodon       |
|         | Cynosphenodon       |
| unnamed | Sphenodon (Tuatara) |
|         | Sphenodon (Tuatara) |

| unnamed       | Zapatadon |
|               | Zapatadon |
|               | Theretairus |
|               | |
|               | Sphenovipera |
|               | |
| Sphenodontini | \| unnamed \| Cynosphenodon \| \| \| Cynosphenodon \| \| unnamed \| Sphenodon (Tuatara) \| \| \| Sphenodon (Tuatara) \| |
|               | \| unnamed \| Cynosphenodon \| \| \| Cynosphenodon \| \| unnamed \| Sphenodon (Tuatara) \| \| \| Sphenodon (Tuatara) \| |
| unnamed       | Cynosphenodon |
|               | Cynosphenodon |
| unnamed       | Sphenodon (Tuatara) |
|               | Sphenodon (Tuatara) |

| unnamed | Cynosphenodon       |
|         | Cynosphenodon       |
| unnamed | Sphenodon (Tuatara) |
|         | Sphenodon (Tuatara) |

| unnamed | Toxolophosaurus                                                                                     |
|         | Toxolophosaurus                                                                                     |
| unnamed | \| unnamed \| Priosphenodon \| \| \| Priosphenodon \| \| unnamed \| Eilenodon \| \| \| Eilenodon \| |
|         | \| unnamed \| Priosphenodon \| \| \| Priosphenodon \| \| unnamed \| Eilenodon \| \| \| Eilenodon \| |
| unnamed | Priosphenodon                                                                                       |
|         | Priosphenodon                                                                                       |
| unnamed | Eilenodon                                                                                           |
|         | Eilenodon                                                                                           |

| unnamed | Priosphenodon |
|         | Priosphenodon |
| unnamed | Eilenodon     |
|         | Eilenodon     |

| unnamed | Toxolophosaurus                                                                                     |
|         | Toxolophosaurus                                                                                     |
| unnamed | \| unnamed \| Priosphenodon \| \| \| Priosphenodon \| \| unnamed \| Eilenodon \| \| \| Eilenodon \| |
|         | \| unnamed \| Priosphenodon \| \| \| Priosphenodon \| \| unnamed \| Eilenodon \| \| \| Eilenodon \| |
| unnamed | Priosphenodon                                                                                       |
|         | Priosphenodon                                                                                       |
| unnamed | Eilenodon                                                                                           |
|         | Eilenodon                                                                                           |

| unnamed | Priosphenodon |
|         | Priosphenodon |
| unnamed | Eilenodon     |
|         | Eilenodon     |

| unnamed | Palaeopleurosaurus |
|         | Palaeopleurosaurus |
| unnamed | Pleurosaurus       |
|         | Pleurosaurus       |

| unnamed | Polysphenodon  |
|         | Polysphenodon  |
|         | Brachyrhinodon |
|         |                |
|         | Clevosaurus    |
|         |                |

| unnamed | Sapheosaurus    |
|         | Sapheosaurus    |
| unnamed | Ankylosphenodon |
|         | Ankylosphenodon |

| unnamed       | Zapatadon |
|               | Zapatadon |
|               | Theretairus |
|               | |
|               | Sphenovipera |
|               | |
| Sphenodontini | \| unnamed \| Cynosphenodon \| \| \| Cynosphenodon \| \| unnamed \| Sphenodon (Tuatara) \| \| \| Sphenodon (Tuatara) \| |
|               | \| unnamed \| Cynosphenodon \| \| \| Cynosphenodon \| \| unnamed \| Sphenodon (Tuatara) \| \| \| Sphenodon (Tuatara) \| |
| unnamed       | Cynosphenodon |
|               | Cynosphenodon |
| unnamed       | Sphenodon (Tuatara) |
|               | Sphenodon (Tuatara) |

| unnamed | Cynosphenodon       |
|         | Cynosphenodon       |
| unnamed | Sphenodon (Tuatara) |
|         | Sphenodon (Tuatara) |

| unnamed       | Zapatadon |
|               | Zapatadon |
|               | Theretairus |
|               | |
|               | Sphenovipera |
|               | |
| Sphenodontini | \| unnamed \| Cynosphenodon \| \| \| Cynosphenodon \| \| unnamed \| Sphenodon (Tuatara) \| \| \| Sphenodon (Tuatara) \| |
|               | \| unnamed \| Cynosphenodon \| \| \| Cynosphenodon \| \| unnamed \| Sphenodon (Tuatara) \| \| \| Sphenodon (Tuatara) \| |
| unnamed       | Cynosphenodon |
|               | Cynosphenodon |
| unnamed       | Sphenodon (Tuatara) |
|               | Sphenodon (Tuatara) |

| unnamed | Cynosphenodon       |
|         | Cynosphenodon       |
| unnamed | Sphenodon (Tuatara) |
|         | Sphenodon (Tuatara) |

| unnamed       | Zapatadon |
|               | Zapatadon |
|               | Theretairus |
|               | |
|               | Sphenovipera |
|               | |
| Sphenodontini | \| unnamed \| Cynosphenodon \| \| \| Cynosphenodon \| \| unnamed \| Sphenodon (Tuatara) \| \| \| Sphenodon (Tuatara) \| |
|               | \| unnamed \| Cynosphenodon \| \| \| Cynosphenodon \| \| unnamed \| Sphenodon (Tuatara) \| \| \| Sphenodon (Tuatara) \| |
| unnamed       | Cynosphenodon |
|               | Cynosphenodon |
| unnamed       | Sphenodon (Tuatara) |
|               | Sphenodon (Tuatara) |

| unnamed | Cynosphenodon       |
|         | Cynosphenodon       |
| unnamed | Sphenodon (Tuatara) |
|         | Sphenodon (Tuatara) |

| unnamed       | Zapatadon |
|               | Zapatadon |
|               | Theretairus |
|               | |
|               | Sphenovipera |
|               | |
| Sphenodontini | \| unnamed \| Cynosphenodon \| \| \| Cynosphenodon \| \| unnamed \| Sphenodon (Tuatara) \| \| \| Sphenodon (Tuatara) \| |
|               | \| unnamed \| Cynosphenodon \| \| \| Cynosphenodon \| \| unnamed \| Sphenodon (Tuatara) \| \| \| Sphenodon (Tuatara) \| |
| unnamed       | Cynosphenodon |
|               | Cynosphenodon |
| unnamed       | Sphenodon (Tuatara) |
|               | Sphenodon (Tuatara) |

| unnamed | Cynosphenodon       |
|         | Cynosphenodon       |
| unnamed | Sphenodon (Tuatara) |
|         | Sphenodon (Tuatara) |

| unnamed | Toxolophosaurus                                                                                     |
|         | Toxolophosaurus                                                                                     |
| unnamed | \| unnamed \| Priosphenodon \| \| \| Priosphenodon \| \| unnamed \| Eilenodon \| \| \| Eilenodon \| |
|         | \| unnamed \| Priosphenodon \| \| \| Priosphenodon \| \| unnamed \| Eilenodon \| \| \| Eilenodon \| |
| unnamed | Priosphenodon                                                                                       |
|         | Priosphenodon                                                                                       |
| unnamed | Eilenodon                                                                                           |
|         | Eilenodon                                                                                           |

| unnamed | Priosphenodon |
|         | Priosphenodon |
| unnamed | Eilenodon     |
|         | Eilenodon     |

| unnamed | Toxolophosaurus                                                                                     |
|         | Toxolophosaurus                                                                                     |
| unnamed | \| unnamed \| Priosphenodon \| \| \| Priosphenodon \| \| unnamed \| Eilenodon \| \| \| Eilenodon \| |
|         | \| unnamed \| Priosphenodon \| \| \| Priosphenodon \| \| unnamed \| Eilenodon \| \| \| Eilenodon \| |
| unnamed | Priosphenodon                                                                                       |
|         | Priosphenodon                                                                                       |
| unnamed | Eilenodon                                                                                           |
|         | Eilenodon                                                                                           |

| unnamed | Priosphenodon |
|         | Priosphenodon |
| unnamed | Eilenodon     |
|         | Eilenodon     |

| unnamed | Sapheosaurus    |
|         | Sapheosaurus    |
| unnamed | Ankylosphenodon |
|         | Ankylosphenodon |

| unnamed       | Zapatadon |
|               | Zapatadon |
|               | Theretairus |
|               | |
|               | Sphenovipera |
|               | |
| Sphenodontini | \| unnamed \| Cynosphenodon \| \| \| Cynosphenodon \| \| unnamed \| Sphenodon (Tuatara) \| \| \| Sphenodon (Tuatara) \| |
|               | \| unnamed \| Cynosphenodon \| \| \| Cynosphenodon \| \| unnamed \| Sphenodon (Tuatara) \| \| \| Sphenodon (Tuatara) \| |
| unnamed       | Cynosphenodon |
|               | Cynosphenodon |
| unnamed       | Sphenodon (Tuatara) |
|               | Sphenodon (Tuatara) |

| unnamed | Cynosphenodon       |
|         | Cynosphenodon       |
| unnamed | Sphenodon (Tuatara) |
|         | Sphenodon (Tuatara) |

| unnamed       | Zapatadon |
|               | Zapatadon |
|               | Theretairus |
|               | |
|               | Sphenovipera |
|               | |
| Sphenodontini | \| unnamed \| Cynosphenodon \| \| \| Cynosphenodon \| \| unnamed \| Sphenodon (Tuatara) \| \| \| Sphenodon (Tuatara) \| |
|               | \| unnamed \| Cynosphenodon \| \| \| Cynosphenodon \| \| unnamed \| Sphenodon (Tuatara) \| \| \| Sphenodon (Tuatara) \| |
| unnamed       | Cynosphenodon |
|               | Cynosphenodon |
| unnamed       | Sphenodon (Tuatara) |
|               | Sphenodon (Tuatara) |

| unnamed | Cynosphenodon       |
|         | Cynosphenodon       |
| unnamed | Sphenodon (Tuatara) |
|         | Sphenodon (Tuatara) |

| unnamed       | Zapatadon |
|               | Zapatadon |
|               | Theretairus |
|               | |
|               | Sphenovipera |
|               | |
| Sphenodontini | \| unnamed \| Cynosphenodon \| \| \| Cynosphenodon \| \| unnamed \| Sphenodon (Tuatara) \| \| \| Sphenodon (Tuatara) \| |
|               | \| unnamed \| Cynosphenodon \| \| \| Cynosphenodon \| \| unnamed \| Sphenodon (Tuatara) \| \| \| Sphenodon (Tuatara) \| |
| unnamed       | Cynosphenodon |
|               | Cynosphenodon |
| unnamed       | Sphenodon (Tuatara) |
|               | Sphenodon (Tuatara) |

| unnamed | Cynosphenodon       |
|         | Cynosphenodon       |
| unnamed | Sphenodon (Tuatara) |
|         | Sphenodon (Tuatara) |

| unnamed       | Zapatadon |
|               | Zapatadon |
|               | Theretairus |
|               | |
|               | Sphenovipera |
|               | |
| Sphenodontini | \| unnamed \| Cynosphenodon \| \| \| Cynosphenodon \| \| unnamed \| Sphenodon (Tuatara) \| \| \| Sphenodon (Tuatara) \| |
|               | \| unnamed \| Cynosphenodon \| \| \| Cynosphenodon \| \| unnamed \| Sphenodon (Tuatara) \| \| \| Sphenodon (Tuatara) \| |
| unnamed       | Cynosphenodon |
|               | Cynosphenodon |
| unnamed       | Sphenodon (Tuatara) |
|               | Sphenodon (Tuatara) |

| unnamed | Cynosphenodon       |
|         | Cynosphenodon       |
| unnamed | Sphenodon (Tuatara) |
|         | Sphenodon (Tuatara) |

| unnamed | Toxolophosaurus                                                                                     |
|         | Toxolophosaurus                                                                                     |
| unnamed | \| unnamed \| Priosphenodon \| \| \| Priosphenodon \| \| unnamed \| Eilenodon \| \| \| Eilenodon \| |
|         | \| unnamed \| Priosphenodon \| \| \| Priosphenodon \| \| unnamed \| Eilenodon \| \| \| Eilenodon \| |
| unnamed | Priosphenodon                                                                                       |
|         | Priosphenodon                                                                                       |
| unnamed | Eilenodon                                                                                           |
|         | Eilenodon                                                                                           |

| unnamed | Priosphenodon |
|         | Priosphenodon |
| unnamed | Eilenodon     |
|         | Eilenodon     |

| unnamed | Toxolophosaurus                                                                                     |
|         | Toxolophosaurus                                                                                     |
| unnamed | \| unnamed \| Priosphenodon \| \| \| Priosphenodon \| \| unnamed \| Eilenodon \| \| \| Eilenodon \| |
|         | \| unnamed \| Priosphenodon \| \| \| Priosphenodon \| \| unnamed \| Eilenodon \| \| \| Eilenodon \| |
| unnamed | Priosphenodon                                                                                       |
|         | Priosphenodon                                                                                       |
| unnamed | Eilenodon                                                                                           |
|         | Eilenodon                                                                                           |

| unnamed | Priosphenodon |
|         | Priosphenodon |
| unnamed | Eilenodon     |
|         | Eilenodon     |

| unnamed | Polysphenodon  |
|         | Polysphenodon  |
|         | Brachyrhinodon |
|         |                |
|         | Clevosaurus    |
|         |                |

| unnamed | Sapheosaurus    |
|         | Sapheosaurus    |
| unnamed | Ankylosphenodon |
|         | Ankylosphenodon |

| unnamed       | Zapatadon |
|               | Zapatadon |
|               | Theretairus |
|               | |
|               | Sphenovipera |
|               | |
| Sphenodontini | \| unnamed \| Cynosphenodon \| \| \| Cynosphenodon \| \| unnamed \| Sphenodon (Tuatara) \| \| \| Sphenodon (Tuatara) \| |
|               | \| unnamed \| Cynosphenodon \| \| \| Cynosphenodon \| \| unnamed \| Sphenodon (Tuatara) \| \| \| Sphenodon (Tuatara) \| |
| unnamed       | Cynosphenodon |
|               | Cynosphenodon |
| unnamed       | Sphenodon (Tuatara) |
|               | Sphenodon (Tuatara) |

| unnamed | Cynosphenodon       |
|         | Cynosphenodon       |
| unnamed | Sphenodon (Tuatara) |
|         | Sphenodon (Tuatara) |

| unnamed       | Zapatadon |
|               | Zapatadon |
|               | Theretairus |
|               | |
|               | Sphenovipera |
|               | |
| Sphenodontini | \| unnamed \| Cynosphenodon \| \| \| Cynosphenodon \| \| unnamed \| Sphenodon (Tuatara) \| \| \| Sphenodon (Tuatara) \| |
|               | \| unnamed \| Cynosphenodon \| \| \| Cynosphenodon \| \| unnamed \| Sphenodon (Tuatara) \| \| \| Sphenodon (Tuatara) \| |
| unnamed       | Cynosphenodon |
|               | Cynosphenodon |
| unnamed       | Sphenodon (Tuatara) |
|               | Sphenodon (Tuatara) |

| unnamed | Cynosphenodon       |
|         | Cynosphenodon       |
| unnamed | Sphenodon (Tuatara) |
|         | Sphenodon (Tuatara) |

| unnamed       | Zapatadon |
|               | Zapatadon |
|               | Theretairus |
|               | |
|               | Sphenovipera |
|               | |
| Sphenodontini | \| unnamed \| Cynosphenodon \| \| \| Cynosphenodon \| \| unnamed \| Sphenodon (Tuatara) \| \| \| Sphenodon (Tuatara) \| |
|               | \| unnamed \| Cynosphenodon \| \| \| Cynosphenodon \| \| unnamed \| Sphenodon (Tuatara) \| \| \| Sphenodon (Tuatara) \| |
| unnamed       | Cynosphenodon |
|               | Cynosphenodon |
| unnamed       | Sphenodon (Tuatara) |
|               | Sphenodon (Tuatara) |

| unnamed | Cynosphenodon       |
|         | Cynosphenodon       |
| unnamed | Sphenodon (Tuatara) |
|         | Sphenodon (Tuatara) |

| unnamed       | Zapatadon |
|               | Zapatadon |
|               | Theretairus |
|               | |
|               | Sphenovipera |
|               | |
| Sphenodontini | \| unnamed \| Cynosphenodon \| \| \| Cynosphenodon \| \| unnamed \| Sphenodon (Tuatara) \| \| \| Sphenodon (Tuatara) \| |
|               | \| unnamed \| Cynosphenodon \| \| \| Cynosphenodon \| \| unnamed \| Sphenodon (Tuatara) \| \| \| Sphenodon (Tuatara) \| |
| unnamed       | Cynosphenodon |
|               | Cynosphenodon |
| unnamed       | Sphenodon (Tuatara) |
|               | Sphenodon (Tuatara) |

| unnamed | Cynosphenodon       |
|         | Cynosphenodon       |
| unnamed | Sphenodon (Tuatara) |
|         | Sphenodon (Tuatara) |

| unnamed | Toxolophosaurus                                                                                     |
|         | Toxolophosaurus                                                                                     |
| unnamed | \| unnamed \| Priosphenodon \| \| \| Priosphenodon \| \| unnamed \| Eilenodon \| \| \| Eilenodon \| |
|         | \| unnamed \| Priosphenodon \| \| \| Priosphenodon \| \| unnamed \| Eilenodon \| \| \| Eilenodon \| |
| unnamed | Priosphenodon                                                                                       |
|         | Priosphenodon                                                                                       |
| unnamed | Eilenodon                                                                                           |
|         | Eilenodon                                                                                           |

| unnamed | Priosphenodon |
|         | Priosphenodon |
| unnamed | Eilenodon     |
|         | Eilenodon     |

| unnamed | Toxolophosaurus                                                                                     |
|         | Toxolophosaurus                                                                                     |
| unnamed | \| unnamed \| Priosphenodon \| \| \| Priosphenodon \| \| unnamed \| Eilenodon \| \| \| Eilenodon \| |
|         | \| unnamed \| Priosphenodon \| \| \| Priosphenodon \| \| unnamed \| Eilenodon \| \| \| Eilenodon \| |
| unnamed | Priosphenodon                                                                                       |
|         | Priosphenodon                                                                                       |
| unnamed | Eilenodon                                                                                           |
|         | Eilenodon                                                                                           |

| unnamed | Priosphenodon |
|         | Priosphenodon |
| unnamed | Eilenodon     |
|         | Eilenodon     |

| unnamed | Sapheosaurus    |
|         | Sapheosaurus    |
| unnamed | Ankylosphenodon |
|         | Ankylosphenodon |

| unnamed       | Zapatadon |
|               | Zapatadon |
|               | Theretairus |
|               | |
|               | Sphenovipera |
|               | |
| Sphenodontini | \| unnamed \| Cynosphenodon \| \| \| Cynosphenodon \| \| unnamed \| Sphenodon (Tuatara) \| \| \| Sphenodon (Tuatara) \| |
|               | \| unnamed \| Cynosphenodon \| \| \| Cynosphenodon \| \| unnamed \| Sphenodon (Tuatara) \| \| \| Sphenodon (Tuatara) \| |
| unnamed       | Cynosphenodon |
|               | Cynosphenodon |
| unnamed       | Sphenodon (Tuatara) |
|               | Sphenodon (Tuatara) |

| unnamed | Cynosphenodon       |
|         | Cynosphenodon       |
| unnamed | Sphenodon (Tuatara) |
|         | Sphenodon (Tuatara) |

| unnamed       | Zapatadon |
|               | Zapatadon |
|               | Theretairus |
|               | |
|               | Sphenovipera |
|               | |
| Sphenodontini | \| unnamed \| Cynosphenodon \| \| \| Cynosphenodon \| \| unnamed \| Sphenodon (Tuatara) \| \| \| Sphenodon (Tuatara) \| |
|               | \| unnamed \| Cynosphenodon \| \| \| Cynosphenodon \| \| unnamed \| Sphenodon (Tuatara) \| \| \| Sphenodon (Tuatara) \| |
| unnamed       | Cynosphenodon |
|               | Cynosphenodon |
| unnamed       | Sphenodon (Tuatara) |
|               | Sphenodon (Tuatara) |

| unnamed | Cynosphenodon       |
|         | Cynosphenodon       |
| unnamed | Sphenodon (Tuatara) |
|         | Sphenodon (Tuatara) |

| unnamed       | Zapatadon |
|               | Zapatadon |
|               | Theretairus |
|               | |
|               | Sphenovipera |
|               | |
| Sphenodontini | \| unnamed \| Cynosphenodon \| \| \| Cynosphenodon \| \| unnamed \| Sphenodon (Tuatara) \| \| \| Sphenodon (Tuatara) \| |
|               | \| unnamed \| Cynosphenodon \| \| \| Cynosphenodon \| \| unnamed \| Sphenodon (Tuatara) \| \| \| Sphenodon (Tuatara) \| |
| unnamed       | Cynosphenodon |
|               | Cynosphenodon |
| unnamed       | Sphenodon (Tuatara) |
|               | Sphenodon (Tuatara) |

| unnamed | Cynosphenodon       |
|         | Cynosphenodon       |
| unnamed | Sphenodon (Tuatara) |
|         | Sphenodon (Tuatara) |

| unnamed       | Zapatadon |
|               | Zapatadon |
|               | Theretairus |
|               | |
|               | Sphenovipera |
|               | |
| Sphenodontini | \| unnamed \| Cynosphenodon \| \| \| Cynosphenodon \| \| unnamed \| Sphenodon (Tuatara) \| \| \| Sphenodon (Tuatara) \| |
|               | \| unnamed \| Cynosphenodon \| \| \| Cynosphenodon \| \| unnamed \| Sphenodon (Tuatara) \| \| \| Sphenodon (Tuatara) \| |
| unnamed       | Cynosphenodon |
|               | Cynosphenodon |
| unnamed       | Sphenodon (Tuatara) |
|               | Sphenodon (Tuatara) |

| unnamed | Cynosphenodon       |
|         | Cynosphenodon       |
| unnamed | Sphenodon (Tuatara) |
|         | Sphenodon (Tuatara) |

| unnamed | Toxolophosaurus                                                                                     |
|         | Toxolophosaurus                                                                                     |
| unnamed | \| unnamed \| Priosphenodon \| \| \| Priosphenodon \| \| unnamed \| Eilenodon \| \| \| Eilenodon \| |
|         | \| unnamed \| Priosphenodon \| \| \| Priosphenodon \| \| unnamed \| Eilenodon \| \| \| Eilenodon \| |
| unnamed | Priosphenodon                                                                                       |
|         | Priosphenodon                                                                                       |
| unnamed | Eilenodon                                                                                           |
|         | Eilenodon                                                                                           |

| unnamed | Priosphenodon |
|         | Priosphenodon |
| unnamed | Eilenodon     |
|         | Eilenodon     |

| unnamed | Toxolophosaurus                                                                                     |
|         | Toxolophosaurus                                                                                     |
| unnamed | \| unnamed \| Priosphenodon \| \| \| Priosphenodon \| \| unnamed \| Eilenodon \| \| \| Eilenodon \| |
|         | \| unnamed \| Priosphenodon \| \| \| Priosphenodon \| \| unnamed \| Eilenodon \| \| \| Eilenodon \| |
| unnamed | Priosphenodon                                                                                       |
|         | Priosphenodon                                                                                       |
| unnamed | Eilenodon                                                                                           |
|         | Eilenodon                                                                                           |

| unnamed | Priosphenodon |
|         | Priosphenodon |
| unnamed | Eilenodon     |
|         | Eilenodon     |

| unnamed | Palaeopleurosaurus |
|         | Palaeopleurosaurus |
| unnamed | Pleurosaurus       |
|         | Pleurosaurus       |

| unnamed | Polysphenodon  |
|         | Polysphenodon  |
|         | Brachyrhinodon |
|         |                |
|         | Clevosaurus    |
|         |                |

| unnamed | Sapheosaurus    |
|         | Sapheosaurus    |
| unnamed | Ankylosphenodon |
|         | Ankylosphenodon |

| unnamed       | Zapatadon |
|               | Zapatadon |
|               | Theretairus |
|               | |
|               | Sphenovipera |
|               | |
| Sphenodontini | \| unnamed \| Cynosphenodon \| \| \| Cynosphenodon \| \| unnamed \| Sphenodon (Tuatara) \| \| \| Sphenodon (Tuatara) \| |
|               | \| unnamed \| Cynosphenodon \| \| \| Cynosphenodon \| \| unnamed \| Sphenodon (Tuatara) \| \| \| Sphenodon (Tuatara) \| |
| unnamed       | Cynosphenodon |
|               | Cynosphenodon |
| unnamed       | Sphenodon (Tuatara) |
|               | Sphenodon (Tuatara) |

| unnamed | Cynosphenodon       |
|         | Cynosphenodon       |
| unnamed | Sphenodon (Tuatara) |
|         | Sphenodon (Tuatara) |

| unnamed       | Zapatadon |
|               | Zapatadon |
|               | Theretairus |
|               | |
|               | Sphenovipera |
|               | |
| Sphenodontini | \| unnamed \| Cynosphenodon \| \| \| Cynosphenodon \| \| unnamed \| Sphenodon (Tuatara) \| \| \| Sphenodon (Tuatara) \| |
|               | \| unnamed \| Cynosphenodon \| \| \| Cynosphenodon \| \| unnamed \| Sphenodon (Tuatara) \| \| \| Sphenodon (Tuatara) \| |
| unnamed       | Cynosphenodon |
|               | Cynosphenodon |
| unnamed       | Sphenodon (Tuatara) |
|               | Sphenodon (Tuatara) |

| unnamed | Cynosphenodon       |
|         | Cynosphenodon       |
| unnamed | Sphenodon (Tuatara) |
|         | Sphenodon (Tuatara) |

| unnamed       | Zapatadon |
|               | Zapatadon |
|               | Theretairus |
|               | |
|               | Sphenovipera |
|               | |
| Sphenodontini | \| unnamed \| Cynosphenodon \| \| \| Cynosphenodon \| \| unnamed \| Sphenodon (Tuatara) \| \| \| Sphenodon (Tuatara) \| |
|               | \| unnamed \| Cynosphenodon \| \| \| Cynosphenodon \| \| unnamed \| Sphenodon (Tuatara) \| \| \| Sphenodon (Tuatara) \| |
| unnamed       | Cynosphenodon |
|               | Cynosphenodon |
| unnamed       | Sphenodon (Tuatara) |
|               | Sphenodon (Tuatara) |

| unnamed | Cynosphenodon       |
|         | Cynosphenodon       |
| unnamed | Sphenodon (Tuatara) |
|         | Sphenodon (Tuatara) |

| unnamed       | Zapatadon |
|               | Zapatadon |
|               | Theretairus |
|               | |
|               | Sphenovipera |
|               | |
| Sphenodontini | \| unnamed \| Cynosphenodon \| \| \| Cynosphenodon \| \| unnamed \| Sphenodon (Tuatara) \| \| \| Sphenodon (Tuatara) \| |
|               | \| unnamed \| Cynosphenodon \| \| \| Cynosphenodon \| \| unnamed \| Sphenodon (Tuatara) \| \| \| Sphenodon (Tuatara) \| |
| unnamed       | Cynosphenodon |
|               | Cynosphenodon |
| unnamed       | Sphenodon (Tuatara) |
|               | Sphenodon (Tuatara) |

| unnamed | Cynosphenodon       |
|         | Cynosphenodon       |
| unnamed | Sphenodon (Tuatara) |
|         | Sphenodon (Tuatara) |

| unnamed | Toxolophosaurus                                                                                     |
|         | Toxolophosaurus                                                                                     |
| unnamed | \| unnamed \| Priosphenodon \| \| \| Priosphenodon \| \| unnamed \| Eilenodon \| \| \| Eilenodon \| |
|         | \| unnamed \| Priosphenodon \| \| \| Priosphenodon \| \| unnamed \| Eilenodon \| \| \| Eilenodon \| |
| unnamed | Priosphenodon                                                                                       |
|         | Priosphenodon                                                                                       |
| unnamed | Eilenodon                                                                                           |
|         | Eilenodon                                                                                           |

| unnamed | Priosphenodon |
|         | Priosphenodon |
| unnamed | Eilenodon     |
|         | Eilenodon     |

| unnamed | Toxolophosaurus                                                                                     |
|         | Toxolophosaurus                                                                                     |
| unnamed | \| unnamed \| Priosphenodon \| \| \| Priosphenodon \| \| unnamed \| Eilenodon \| \| \| Eilenodon \| |
|         | \| unnamed \| Priosphenodon \| \| \| Priosphenodon \| \| unnamed \| Eilenodon \| \| \| Eilenodon \| |
| unnamed | Priosphenodon                                                                                       |
|         | Priosphenodon                                                                                       |
| unnamed | Eilenodon                                                                                           |
|         | Eilenodon                                                                                           |

| unnamed | Priosphenodon |
|         | Priosphenodon |
| unnamed | Eilenodon     |
|         | Eilenodon     |

| unnamed | Sapheosaurus    |
|         | Sapheosaurus    |
| unnamed | Ankylosphenodon |
|         | Ankylosphenodon |

| unnamed       | Zapatadon |
|               | Zapatadon |
|               | Theretairus |
|               | |
|               | Sphenovipera |
|               | |
| Sphenodontini | \| unnamed \| Cynosphenodon \| \| \| Cynosphenodon \| \| unnamed \| Sphenodon (Tuatara) \| \| \| Sphenodon (Tuatara) \| |
|               | \| unnamed \| Cynosphenodon \| \| \| Cynosphenodon \| \| unnamed \| Sphenodon (Tuatara) \| \| \| Sphenodon (Tuatara) \| |
| unnamed       | Cynosphenodon |
|               | Cynosphenodon |
| unnamed       | Sphenodon (Tuatara) |
|               | Sphenodon (Tuatara) |

| unnamed | Cynosphenodon       |
|         | Cynosphenodon       |
| unnamed | Sphenodon (Tuatara) |
|         | Sphenodon (Tuatara) |

| unnamed       | Zapatadon |
|               | Zapatadon |
|               | Theretairus |
|               | |
|               | Sphenovipera |
|               | |
| Sphenodontini | \| unnamed \| Cynosphenodon \| \| \| Cynosphenodon \| \| unnamed \| Sphenodon (Tuatara) \| \| \| Sphenodon (Tuatara) \| |
|               | \| unnamed \| Cynosphenodon \| \| \| Cynosphenodon \| \| unnamed \| Sphenodon (Tuatara) \| \| \| Sphenodon (Tuatara) \| |
| unnamed       | Cynosphenodon |
|               | Cynosphenodon |
| unnamed       | Sphenodon (Tuatara) |
|               | Sphenodon (Tuatara) |

| unnamed | Cynosphenodon       |
|         | Cynosphenodon       |
| unnamed | Sphenodon (Tuatara) |
|         | Sphenodon (Tuatara) |

| unnamed       | Zapatadon |
|               | Zapatadon |
|               | Theretairus |
|               | |
|               | Sphenovipera |
|               | |
| Sphenodontini | \| unnamed \| Cynosphenodon \| \| \| Cynosphenodon \| \| unnamed \| Sphenodon (Tuatara) \| \| \| Sphenodon (Tuatara) \| |
|               | \| unnamed \| Cynosphenodon \| \| \| Cynosphenodon \| \| unnamed \| Sphenodon (Tuatara) \| \| \| Sphenodon (Tuatara) \| |
| unnamed       | Cynosphenodon |
|               | Cynosphenodon |
| unnamed       | Sphenodon (Tuatara) |
|               | Sphenodon (Tuatara) |

| unnamed | Cynosphenodon       |
|         | Cynosphenodon       |
| unnamed | Sphenodon (Tuatara) |
|         | Sphenodon (Tuatara) |

| unnamed       | Zapatadon |
|               | Zapatadon |
|               | Theretairus |
|               | |
|               | Sphenovipera |
|               | |
| Sphenodontini | \| unnamed \| Cynosphenodon \| \| \| Cynosphenodon \| \| unnamed \| Sphenodon (Tuatara) \| \| \| Sphenodon (Tuatara) \| |
|               | \| unnamed \| Cynosphenodon \| \| \| Cynosphenodon \| \| unnamed \| Sphenodon (Tuatara) \| \| \| Sphenodon (Tuatara) \| |
| unnamed       | Cynosphenodon |
|               | Cynosphenodon |
| unnamed       | Sphenodon (Tuatara) |
|               | Sphenodon (Tuatara) |

| unnamed | Cynosphenodon       |
|         | Cynosphenodon       |
| unnamed | Sphenodon (Tuatara) |
|         | Sphenodon (Tuatara) |

| unnamed | Toxolophosaurus                                                                                     |
|         | Toxolophosaurus                                                                                     |
| unnamed | \| unnamed \| Priosphenodon \| \| \| Priosphenodon \| \| unnamed \| Eilenodon \| \| \| Eilenodon \| |
|         | \| unnamed \| Priosphenodon \| \| \| Priosphenodon \| \| unnamed \| Eilenodon \| \| \| Eilenodon \| |
| unnamed | Priosphenodon                                                                                       |
|         | Priosphenodon                                                                                       |
| unnamed | Eilenodon                                                                                           |
|         | Eilenodon                                                                                           |

| unnamed | Priosphenodon |
|         | Priosphenodon |
| unnamed | Eilenodon     |
|         | Eilenodon     |

| unnamed | Toxolophosaurus                                                                                     |
|         | Toxolophosaurus                                                                                     |
| unnamed | \| unnamed \| Priosphenodon \| \| \| Priosphenodon \| \| unnamed \| Eilenodon \| \| \| Eilenodon \| |
|         | \| unnamed \| Priosphenodon \| \| \| Priosphenodon \| \| unnamed \| Eilenodon \| \| \| Eilenodon \| |
| unnamed | Priosphenodon                                                                                       |
|         | Priosphenodon                                                                                       |
| unnamed | Eilenodon                                                                                           |
|         | Eilenodon                                                                                           |

| unnamed | Priosphenodon |
|         | Priosphenodon |
| unnamed | Eilenodon     |
|         | Eilenodon     |

| unnamed | Polysphenodon  |
|         | Polysphenodon  |
|         | Brachyrhinodon |
|         |                |
|         | Clevosaurus    |
|         |                |

| unnamed | Sapheosaurus    |
|         | Sapheosaurus    |
| unnamed | Ankylosphenodon |
|         | Ankylosphenodon |

| unnamed       | Zapatadon |
|               | Zapatadon |
|               | Theretairus |
|               | |
|               | Sphenovipera |
|               | |
| Sphenodontini | \| unnamed \| Cynosphenodon \| \| \| Cynosphenodon \| \| unnamed \| Sphenodon (Tuatara) \| \| \| Sphenodon (Tuatara) \| |
|               | \| unnamed \| Cynosphenodon \| \| \| Cynosphenodon \| \| unnamed \| Sphenodon (Tuatara) \| \| \| Sphenodon (Tuatara) \| |
| unnamed       | Cynosphenodon |
|               | Cynosphenodon |
| unnamed       | Sphenodon (Tuatara) |
|               | Sphenodon (Tuatara) |

| unnamed | Cynosphenodon       |
|         | Cynosphenodon       |
| unnamed | Sphenodon (Tuatara) |
|         | Sphenodon (Tuatara) |

| unnamed       | Zapatadon |
|               | Zapatadon |
|               | Theretairus |
|               | |
|               | Sphenovipera |
|               | |
| Sphenodontini | \| unnamed \| Cynosphenodon \| \| \| Cynosphenodon \| \| unnamed \| Sphenodon (Tuatara) \| \| \| Sphenodon (Tuatara) \| |
|               | \| unnamed \| Cynosphenodon \| \| \| Cynosphenodon \| \| unnamed \| Sphenodon (Tuatara) \| \| \| Sphenodon (Tuatara) \| |
| unnamed       | Cynosphenodon |
|               | Cynosphenodon |
| unnamed       | Sphenodon (Tuatara) |
|               | Sphenodon (Tuatara) |

| unnamed | Cynosphenodon       |
|         | Cynosphenodon       |
| unnamed | Sphenodon (Tuatara) |
|         | Sphenodon (Tuatara) |

| unnamed       | Zapatadon |
|               | Zapatadon |
|               | Theretairus |
|               | |
|               | Sphenovipera |
|               | |
| Sphenodontini | \| unnamed \| Cynosphenodon \| \| \| Cynosphenodon \| \| unnamed \| Sphenodon (Tuatara) \| \| \| Sphenodon (Tuatara) \| |
|               | \| unnamed \| Cynosphenodon \| \| \| Cynosphenodon \| \| unnamed \| Sphenodon (Tuatara) \| \| \| Sphenodon (Tuatara) \| |
| unnamed       | Cynosphenodon |
|               | Cynosphenodon |
| unnamed       | Sphenodon (Tuatara) |
|               | Sphenodon (Tuatara) |

| unnamed | Cynosphenodon       |
|         | Cynosphenodon       |
| unnamed | Sphenodon (Tuatara) |
|         | Sphenodon (Tuatara) |

| unnamed       | Zapatadon |
|               | Zapatadon |
|               | Theretairus |
|               | |
|               | Sphenovipera |
|               | |
| Sphenodontini | \| unnamed \| Cynosphenodon \| \| \| Cynosphenodon \| \| unnamed \| Sphenodon (Tuatara) \| \| \| Sphenodon (Tuatara) \| |
|               | \| unnamed \| Cynosphenodon \| \| \| Cynosphenodon \| \| unnamed \| Sphenodon (Tuatara) \| \| \| Sphenodon (Tuatara) \| |
| unnamed       | Cynosphenodon |
|               | Cynosphenodon |
| unnamed       | Sphenodon (Tuatara) |
|               | Sphenodon (Tuatara) |

| unnamed | Cynosphenodon       |
|         | Cynosphenodon       |
| unnamed | Sphenodon (Tuatara) |
|         | Sphenodon (Tuatara) |

| unnamed | Toxolophosaurus                                                                                     |
|         | Toxolophosaurus                                                                                     |
| unnamed | \| unnamed \| Priosphenodon \| \| \| Priosphenodon \| \| unnamed \| Eilenodon \| \| \| Eilenodon \| |
|         | \| unnamed \| Priosphenodon \| \| \| Priosphenodon \| \| unnamed \| Eilenodon \| \| \| Eilenodon \| |
| unnamed | Priosphenodon                                                                                       |
|         | Priosphenodon                                                                                       |
| unnamed | Eilenodon                                                                                           |
|         | Eilenodon                                                                                           |

| unnamed | Priosphenodon |
|         | Priosphenodon |
| unnamed | Eilenodon     |
|         | Eilenodon     |

| unnamed | Toxolophosaurus                                                                                     |
|         | Toxolophosaurus                                                                                     |
| unnamed | \| unnamed \| Priosphenodon \| \| \| Priosphenodon \| \| unnamed \| Eilenodon \| \| \| Eilenodon \| |
|         | \| unnamed \| Priosphenodon \| \| \| Priosphenodon \| \| unnamed \| Eilenodon \| \| \| Eilenodon \| |
| unnamed | Priosphenodon                                                                                       |
|         | Priosphenodon                                                                                       |
| unnamed | Eilenodon                                                                                           |
|         | Eilenodon                                                                                           |

| unnamed | Priosphenodon |
|         | Priosphenodon |
| unnamed | Eilenodon     |
|         | Eilenodon     |

| unnamed | Sapheosaurus    |
|         | Sapheosaurus    |
| unnamed | Ankylosphenodon |
|         | Ankylosphenodon |

| unnamed       | Zapatadon |
|               | Zapatadon |
|               | Theretairus |
|               | |
|               | Sphenovipera |
|               | |
| Sphenodontini | \| unnamed \| Cynosphenodon \| \| \| Cynosphenodon \| \| unnamed \| Sphenodon (Tuatara) \| \| \| Sphenodon (Tuatara) \| |
|               | \| unnamed \| Cynosphenodon \| \| \| Cynosphenodon \| \| unnamed \| Sphenodon (Tuatara) \| \| \| Sphenodon (Tuatara) \| |
| unnamed       | Cynosphenodon |
|               | Cynosphenodon |
| unnamed       | Sphenodon (Tuatara) |
|               | Sphenodon (Tuatara) |

| unnamed | Cynosphenodon       |
|         | Cynosphenodon       |
| unnamed | Sphenodon (Tuatara) |
|         | Sphenodon (Tuatara) |

| unnamed       | Zapatadon |
|               | Zapatadon |
|               | Theretairus |
|               | |
|               | Sphenovipera |
|               | |
| Sphenodontini | \| unnamed \| Cynosphenodon \| \| \| Cynosphenodon \| \| unnamed \| Sphenodon (Tuatara) \| \| \| Sphenodon (Tuatara) \| |
|               | \| unnamed \| Cynosphenodon \| \| \| Cynosphenodon \| \| unnamed \| Sphenodon (Tuatara) \| \| \| Sphenodon (Tuatara) \| |
| unnamed       | Cynosphenodon |
|               | Cynosphenodon |
| unnamed       | Sphenodon (Tuatara) |
|               | Sphenodon (Tuatara) |

| unnamed | Cynosphenodon       |
|         | Cynosphenodon       |
| unnamed | Sphenodon (Tuatara) |
|         | Sphenodon (Tuatara) |

| unnamed       | Zapatadon |
|               | Zapatadon |
|               | Theretairus |
|               | |
|               | Sphenovipera |
|               | |
| Sphenodontini | \| unnamed \| Cynosphenodon \| \| \| Cynosphenodon \| \| unnamed \| Sphenodon (Tuatara) \| \| \| Sphenodon (Tuatara) \| |
|               | \| unnamed \| Cynosphenodon \| \| \| Cynosphenodon \| \| unnamed \| Sphenodon (Tuatara) \| \| \| Sphenodon (Tuatara) \| |
| unnamed       | Cynosphenodon |
|               | Cynosphenodon |
| unnamed       | Sphenodon (Tuatara) |
|               | Sphenodon (Tuatara) |

| unnamed | Cynosphenodon       |
|         | Cynosphenodon       |
| unnamed | Sphenodon (Tuatara) |
|         | Sphenodon (Tuatara) |

| unnamed       | Zapatadon |
|               | Zapatadon |
|               | Theretairus |
|               | |
|               | Sphenovipera |
|               | |
| Sphenodontini | \| unnamed \| Cynosphenodon \| \| \| Cynosphenodon \| \| unnamed \| Sphenodon (Tuatara) \| \| \| Sphenodon (Tuatara) \| |
|               | \| unnamed \| Cynosphenodon \| \| \| Cynosphenodon \| \| unnamed \| Sphenodon (Tuatara) \| \| \| Sphenodon (Tuatara) \| |
| unnamed       | Cynosphenodon |
|               | Cynosphenodon |
| unnamed       | Sphenodon (Tuatara) |
|               | Sphenodon (Tuatara) |

| unnamed | Cynosphenodon       |
|         | Cynosphenodon       |
| unnamed | Sphenodon (Tuatara) |
|         | Sphenodon (Tuatara) |

| unnamed | Toxolophosaurus                                                                                     |
|         | Toxolophosaurus                                                                                     |
| unnamed | \| unnamed \| Priosphenodon \| \| \| Priosphenodon \| \| unnamed \| Eilenodon \| \| \| Eilenodon \| |
|         | \| unnamed \| Priosphenodon \| \| \| Priosphenodon \| \| unnamed \| Eilenodon \| \| \| Eilenodon \| |
| unnamed | Priosphenodon                                                                                       |
|         | Priosphenodon                                                                                       |
| unnamed | Eilenodon                                                                                           |
|         | Eilenodon                                                                                           |

| unnamed | Priosphenodon |
|         | Priosphenodon |
| unnamed | Eilenodon     |
|         | Eilenodon     |

| unnamed | Toxolophosaurus                                                                                     |
|         | Toxolophosaurus                                                                                     |
| unnamed | \| unnamed \| Priosphenodon \| \| \| Priosphenodon \| \| unnamed \| Eilenodon \| \| \| Eilenodon \| |
|         | \| unnamed \| Priosphenodon \| \| \| Priosphenodon \| \| unnamed \| Eilenodon \| \| \| Eilenodon \| |
| unnamed | Priosphenodon                                                                                       |
|         | Priosphenodon                                                                                       |
| unnamed | Eilenodon                                                                                           |
|         | Eilenodon                                                                                           |

| unnamed | Priosphenodon |
|         | Priosphenodon |
| unnamed | Eilenodon     |
|         | Eilenodon     |